# Biblioteca Museu Víctor Balaguer
La Biblioteca Museu Víctor Balaguer és una institució cultural de Vilanova i la Geltrú, el Garraf, fundada l'any 1884 per Víctor Balaguer, qui volia crear un temple universal del saber obert a tothom per fomentar l'educació i la cultura. És un dels equipaments culturals més antics i pioners de Catalunya, perquè fou el primer edifici públic del país que combinava les funcions de biblioteca i museu. L'any 2000, el museu va constituir-se com a secció del Museu Nacional d'Art de Catalunya, i des de 2003 Mireia Rosich Salvó n'és la directora. La biblioteca és una secció de la Biblioteca de Catalunya. L'octubre del 2019, va ser declarada Museu d'Interès Nacional per la Generalitat de Catalunya, en reconeixement de la rellevància de les col·leccions dels museus, i per la projecció del seu patrimoni en l'àmbit nacional i internacional.

## Història
Durant l'últim quart del segle xix, Vilanova visqué una important expansió urbanística gràcies a l'impuls de la burgesia industrial, la qual va fer arribar el ferrocarril a la ciutat i va promoure l'edificació de la major part dels equipaments d'ús públic, avui dia encara vigents: l'estació del Ferrocarril (1881), el col·legi Samà de les Escoles Pies (1879), la capella del Cementiri (1874) i l'escorxador municipal (1883), entre d'altres, que van provocar una forta transformació en la fesomia de la ciutat.
Fou en aquest context de desenvolupament econòmic de la ciutat que nasqué la Biblioteca Museu Víctor Balaguer. La idea de crear una biblioteca va anar prenent forma a partir de 1879, moment en què Balaguer va començar a fer una crida entre amics i col·laboradors per a rebre exemplars d'obres. Balaguer es basà a agafar la idea de l'Ateneu Barcelonès i el Centre de Lectura de Reus i anar un pas més enllà, afegint contingut polític i social a un projecte cultural. El seu objectiu final era fer una mena de Biblioteca i Museu Nacional de Catalunya. El projecte lligava també amb el desig de Balaguer de construir una institució de caràcter nacional, però descentralitzada de Barcelona. El fundador va dedicar bona part de la seva fortuna i dels seus esforços per a fer-lo realitat.
| «                 | Quiero que quede instituido para Biblioteca, para Museo, para Centro de Instrucción y de Enseñanza, para que aquí se fúnden cátedras, clases, centros artísticos y académicos, para que aquí finalmente, en este recinto, hallen amparo toda honesta espansión del espíritu, toda legítima aspiración del ingenio, toda noble emulación del alma | » |
| — Víctor Balaguer | |   |

El projecte museístic s'englobava en els corrents de revaloració i recerca de les arts aplicades que sorgia a Europa, amb la creació d'institucions similars com el South Kensington Museum de Londres o el Museu Austríac d'Arts Aplicades de Viena. Els museus de reproduccions artístiques existents a les principals capitals europees també influïren en el disseny. És per aquest motiu que Balaguer reservà un espai a la primera planta de l'edifici amb l'objectiu d'habilitar-hi una càtedra per a l'estudi de les arts aplicades que formés a futurs dissenyadors i que es pogués vincular amb la creixent indústria tèxtil de la zona. Va ser dirigida per Tomàs Moragas amb la col·laboració del professor Josep Sugrañes. Balaguer va comptar també amb el suport econòmic de prohoms locals com Antoni Samà, Francesc Gumà i Ferran, Ramon Estruch, Josep Ferrer i Vidal i el seu fill Josep Anton Ferrer i Soler.

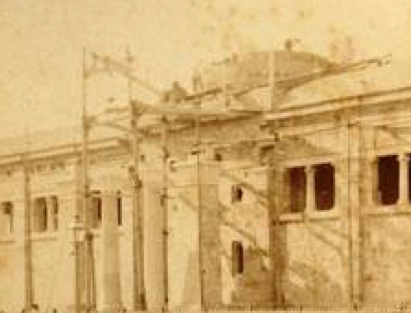
Construcció de l'edifici

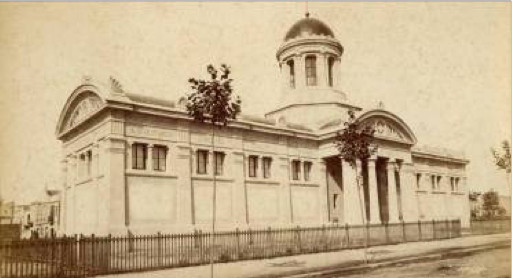
Edifici finalitzat

### Construcció
El 7 de gener de 1882, Víctor Balaguer va comprar a Francesc Gumà i Ferran, promotor de l'arribada del ferrocarril a Vilanova, un solar que comprenia una superfície d'uns 3.000 m², tot i que ja s'havia col·locat la primera pedra l'1 de gener del mateix any. L'encarregat del projecte va ser Jeroni Granell i Mundet, mestre d'obres de prestigi que a Vilanova i la Geltrú també va realitzar el Col·legi Samà. L'estil seguia el corrent estètic de l'època, anomenat eclecticisme, que es caracteritzava per la utilització d'estructures i elements decoratius extrets del passat – egipcis, grecs, medievals- d'una manera completament lliure. L'acabament data de 1884, segons consta en una làpida clavada a la façana. En el moment de la inauguració, l'edifici s'estructurava en dues plantes: una planta baixa que tenia dos espais ben diferenciats (la biblioteca i el museu) i un primer pis on hi havia la residència del bibliotecari i la Sala de Juntes, reservada a les reunions del patronat, format per diversos prohoms locals i representants de les institucions locals.
El mateix dia de la inauguració, l'edifici fou cedit a l'Ajuntament de Vilanova, tot i que l'escriptura de cessió és del 22 d'abril de 1900. Es dotà a la institució d'un equip tècnic format per un conservador del museu (Josep Ferrer i Soler), un responsable del butlletí (Manuel Creus Esther) i un bibliotecari (Joan Oliva i Milà).

### Creació dels fons
Balaguer va encarregar i finançar l'edifici i hi va dipositar la seva gran col·lecció de llibres i objectes, les peces provinents de les donacions d'amics, de col·leccionistes i d'intel·lectuals i un dipòsit cedit pel Museo del Prado. La Biblioteca Museu va obrir les portes el 26 d'octubre de 1884 amb la col·lecció privada de Víctor Balaguer, formada per una banda per la seva biblioteca privada que comprenia uns 25.000 llibres, i en la qual hi predominaven obres literàries i polítiques, en línia amb els seus interessos personals. I de l'altra per la seva col·lecció artística formada per unes 400 peces entre les quals hi havia pintures, ceràmica, monedes i medalles, joies, mobles, etc.
La seva col·lecció artística personal era més discreta que la de llibres. El volum i la riquesa del fons bibliogràfic que Balaguer -home de lletres, no un col·leccionista d'art- havia acumulat amb els anys era extraordinari abans ja de concebre la fundació. Va ser gràcies a la seva influència i habilitat que va reunir, amb pocs anys, un autèntic museu de pintura i escultura. La xarxa de relacions en la seva vida política a Madrid li facilitaren la gestió del dipòsit d'obra barroca del Museo del Prado. Un dels dipòsits més antics que estan documentats, i que avui dia s'exposa de manera permanent. Per altra banda, abans de la inauguració, Balaguer ja havia rebut quadres de molts col·laboradors per formar part del projecte i en menys d'una dècada la majoria dels artistes catalans en voga i molts d'espanyols, tant pintors com escultors, van fer donacions al museu, convertint-lo també en una galeria selecta dels artistes del xix, considerats moderns en contraposició als antics, d'estil més barroc. Cal assenyalar la importància que va tenir el Butlletí de la Biblioteca Museu Balaguer per augmentar el volum de la col·lecció artística i bibliogràfica del fons balaguerià.
El 1886, Eduard Toda va donar la seva col·lecció egípcia, el 1887 es va incorporar la col·lecció filipina de Víctor Balaguer i un any més tard la col·lecció oriental de Juan Mencarini. Els fons museístics es van completar el 1894 amb la col·lecció precolombina donada per la baronesa de Wilson. El 1888 es va participar en l'Exposició Universal de Barcelona, amb una exposició de fotografies del centre fetes per Rafael Areñas. El 1894 es va col·laborar a l'exposició de tipografia catalana organitzada a l'Ateneu Barcelonès.

### Ampliacions
Tres anys després de la inauguració se'n va fer ja una primera ampliació, dirigida per l'arquitecte Bonaventura Pollés i Vivó. El 1890, a l'interior del jardí, es va construir un habitatge pel fundador, la Casa de Santa Teresa, anomenada així en honor de la seva mare, Teresa, i a l'escriptora Santa Teresa de Jesús.
La gran quantitat de material que començà a arribar ja des dels primers anys va fer necessari pensar en l'ampliació de la Biblioteca Museu. Així, només vuit anys després de la inauguració es creà el Saló Maria (1892), dedicat a l'escultura i només sis anys després s'edificava una nova sala, el Saló Isabel (1898), que acollia la immensa col·lecció de ceràmica, monedes i medalles i la col·lecció egípcia, entre d'altres. Els noms d'aquestes dues noves sales, els escollí el mateix Balaguer, segons explica a la seva correspondència, en honor de dues dames il·lustres que havien col·laborat amb la Biblioteca Museu: les reines espanyoles Isabel II i Maria Cristina. El 1919, s'obria la darrera nova ampliació, la Sala Silvela (1919), que aplegava la col·lecció de pintura antiga i el cadiram de la Sala de Juntes. El nom d'aquesta sala, fou escollit com a homenatge al polític Francisco Silvela. Entre 1920 i 1930 experimentà una nova ampliació, dirigida en aquest cas per J. M. Miró i Guibernau.

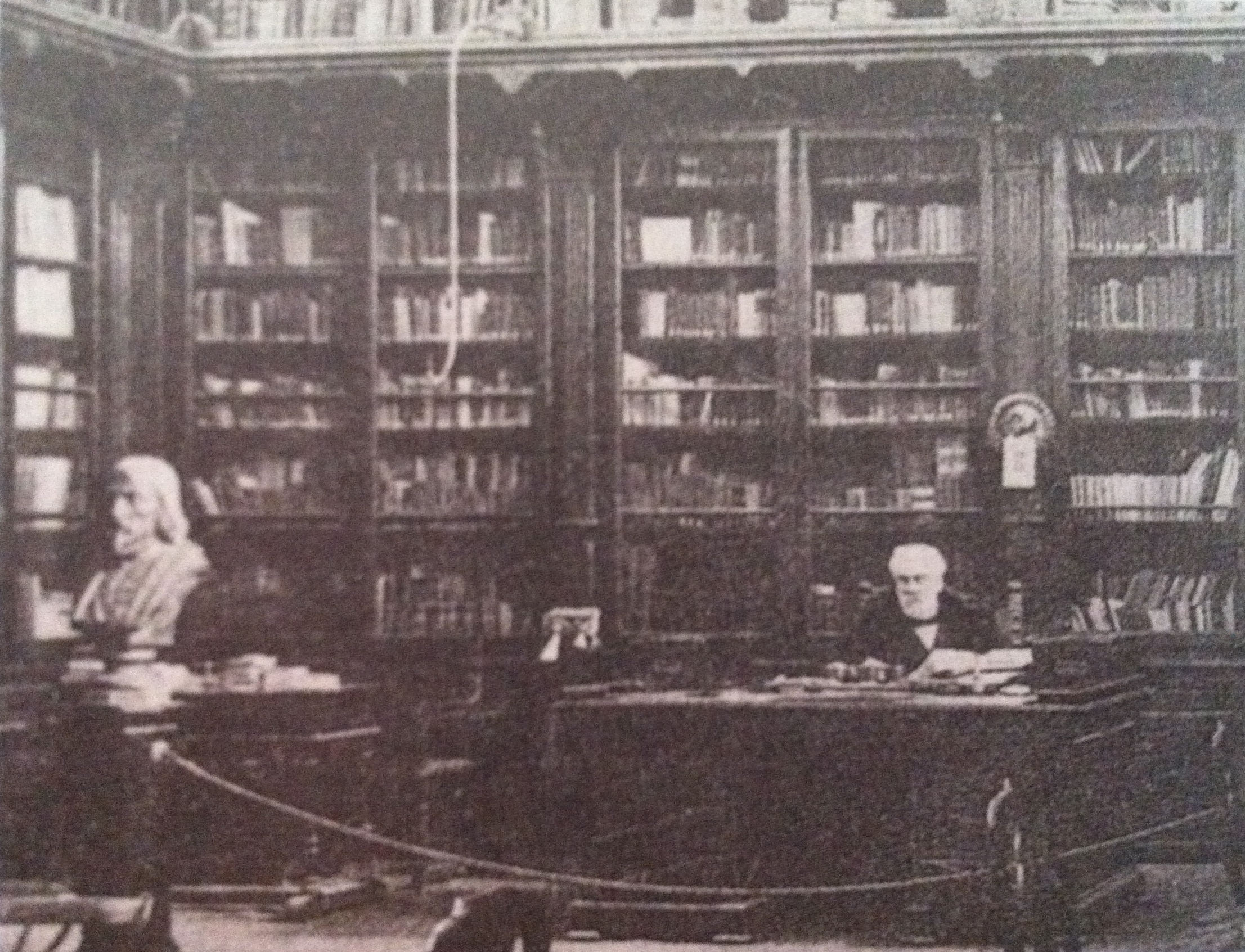
Biblioteca (1884)
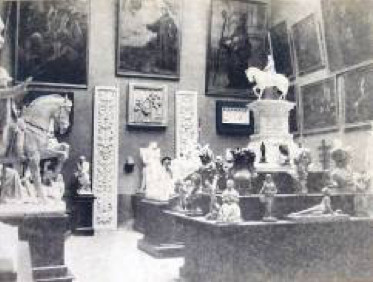
Saló Maria (1892)
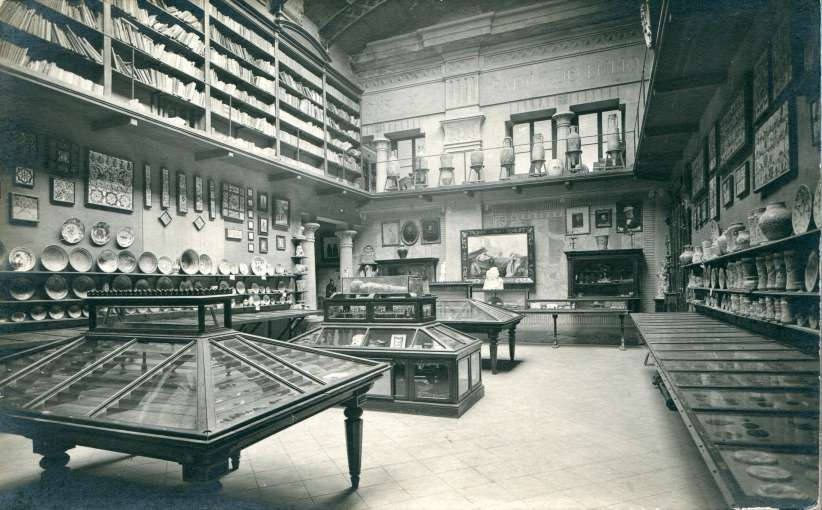
Saló Isabel (1898)
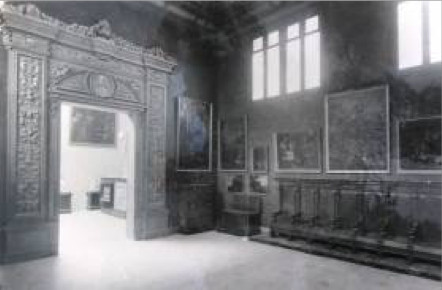
Sala Silvela (1919)

### Guerra civil, franquisme i democràcia

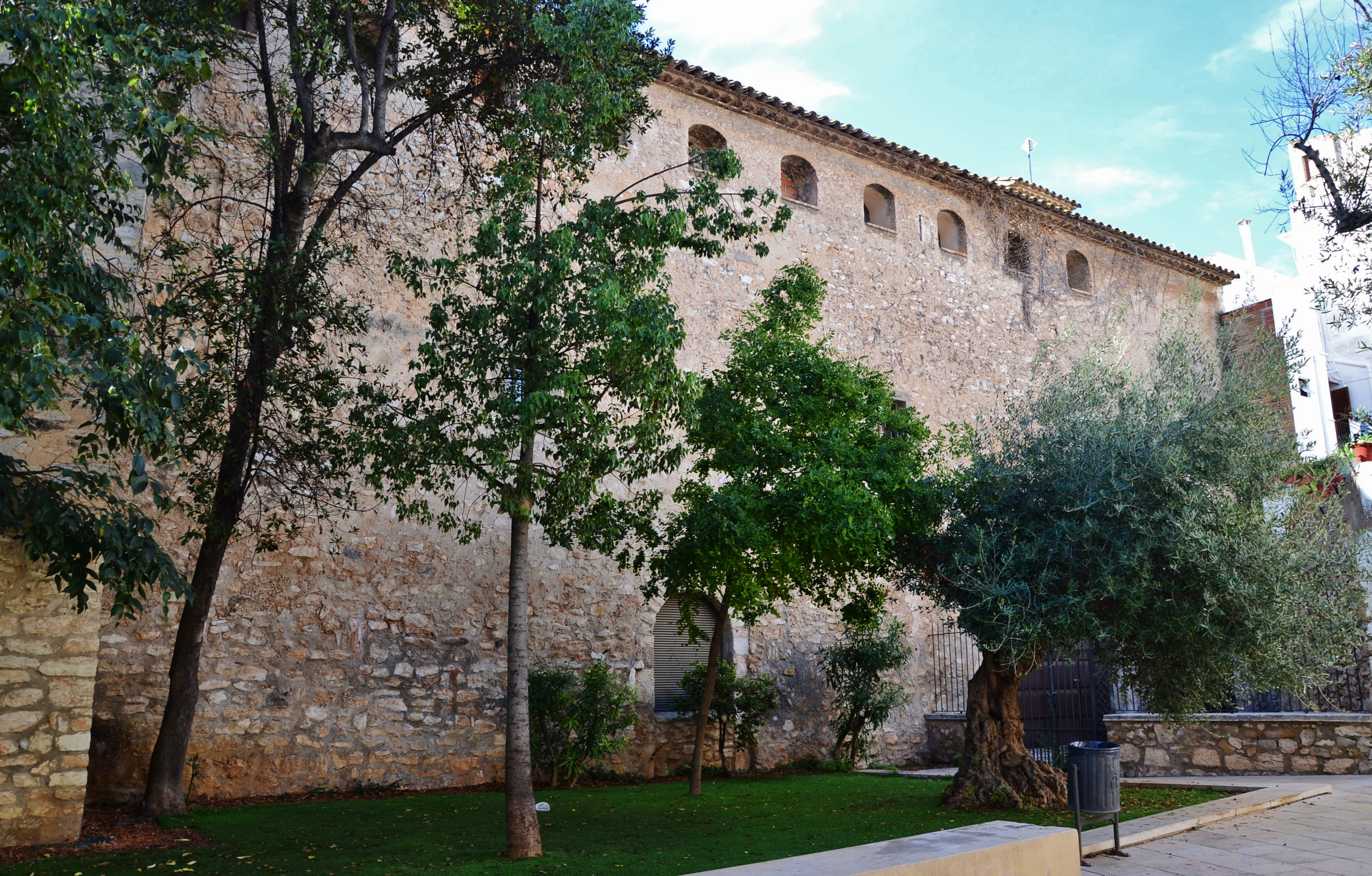
Durant uns anys, el Llegat 56 es va exposar al Castell de la Geltrú.

Durant la Guerra Civil Espanyola el Comitè de Defensa Local va vetllar per l'edifici. Al seu torn, la Generalitat de Catalunya va nomenar Joan Ventosa i Roig responsable de la institució durant aquest període. El 1949 Teresa Basora fou nomenada directora de la institució, i el 1951 es va reformar l'interior de la pinacoteca. Durant la dècada de 1950 es va habilitar un espai al Castell de la Geltrú per exposar obres arribades mitjançant donacions, entre les quals destaca el conegut com a Llegat 56. També destaca la incorporació el 1969 del fons del Museu d'Art Contemporani de Barcelona.
El 1979 es van reparar les cobertes sota la direcció de l'arquitecte Jordi Ambrós, reparacions encarregades pel Ministeri de Cultura.
El 30 de gener de 1981 el lladre conegut amb el malnom d'Erik el Belga va entrar al museu i va robar 56 peces de la col·lecció permanent. Vuit obres eren propietat del Museo del Prado, nou del Museu d'Art Modern de Barcelona i les 35 restants del mateix museu.Posteriorment el mateix any l'Ajuntament portà a terme algunes obres de reforma i condicionament. Dos anys més tard la Generalitat es va fer càrrec de les obres de restauració de la Biblioteca, segons projecte de l'arquitecte Bonet i Correa. Gran part de les obres robades el 1981 van ser recuperades el 1982, procedents d'Alemanya i els Països Baixos.
L'any 1996 va tenir lloc la remodelació de la primera planta que va permetre la utilització d'espais reservats anteriorment com a emmagatzematge per a augmentar la superfície d'exposició, amb obres d'art contemporani – modernisme, impressionisme, noucentisme i informalisme. A la vegada que es tornava a disposar de l'alçada original a la sala de la Pinacoteca. En aquesta última reforma es va optar per recuperar l'estil inicial dissenyat per Granell, recuperant la llum natural a les sales, per exemple. El projecte va ser realitzat pels arquitectes vilanovins Miquel Orriols i Òscar Valverde.

### Actualitat

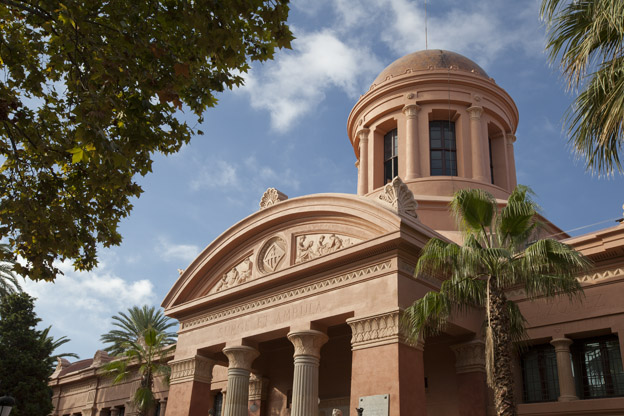
La Biblioteca Museu actualment

La Biblioteca Museu Víctor Balaguer no ha parat de créixer i de rebre donacions durant els seus anys de vida. El prestigi de les seves col·leccions l'han convertit en un dels museus més destacats del panorama de l'art català, va ser Museu secció del Museu Nacional d'Art de Catalunya fins a octubre de 2019, quan va ser declarat Museu d'Interès Nacional. El fons bibliogràfic que custodia és considerat com un dels més complets per l'estudi de la societat del XIX, motiu pel qual la Biblioteca està adscrita a la Biblioteca Nacional de Catalunya.
L'inventari actual (1999) del Museu Víctor Balaguer consta de 10.682 registres, i només un 15% es troba exposat a les sales, la resta es guarda als magatzems. El llegat fundacional, és a dir, tot el volum d'objectes que ingressa des de 1884 fins a 1901, està format aproximadament per 2.000 registres.
Actualment el catàleg de la Biblioteca supera els 100.000 documents (incunables, manuscrits, primeres edicions, gravats, llibres...). El 2004 va traslladar-se a la Casa Castrofuerte, just darrere de l'edifici històric. Allí hi ha tots els serveis i magatzems que corresponen a una instal·lació moderna. El 2008 el Museu comptava aproximadament amb 17.000 visitants anuals i 1.100 usuaris presencials que consulten el fons de la Biblioteca, a banda de les consultes del catàleg en línia. El 2009 se celebraren els actes del 125è aniversari i es va aprofitar per rehabilitat les façanes de l'edifici. El projecte es va finançar amb subvencions rebudes pel Govern de la Generalitat de Catalunya en aplicació de l'1% cultural, el Departament de Cultura i Mitjans de Comunicació i l'Ajuntament de Vilanova i la Geltrú.
Actualment s'ofereixen activitats per a diferents públics. Exposicions temporals, visites comentades, activitats escolars, activitats familiars i tallers per nens i nenes, cicles de conferències, concerts, i activitats per col·lectius amb discapacitat visual i mental.

## Edificis
Actualment la Biblioteca Museu Víctor Balaguer ocupa 2 edificis de Vilanova i la Geltrú. L'edifici original de la institució (que al seu torn inclou la Casa de Santa Teresa) i la Casa Marquès de Castrofuerte, on es troben el servei de consulta de la biblioteca i les oficines del centre.

### Edifici principal

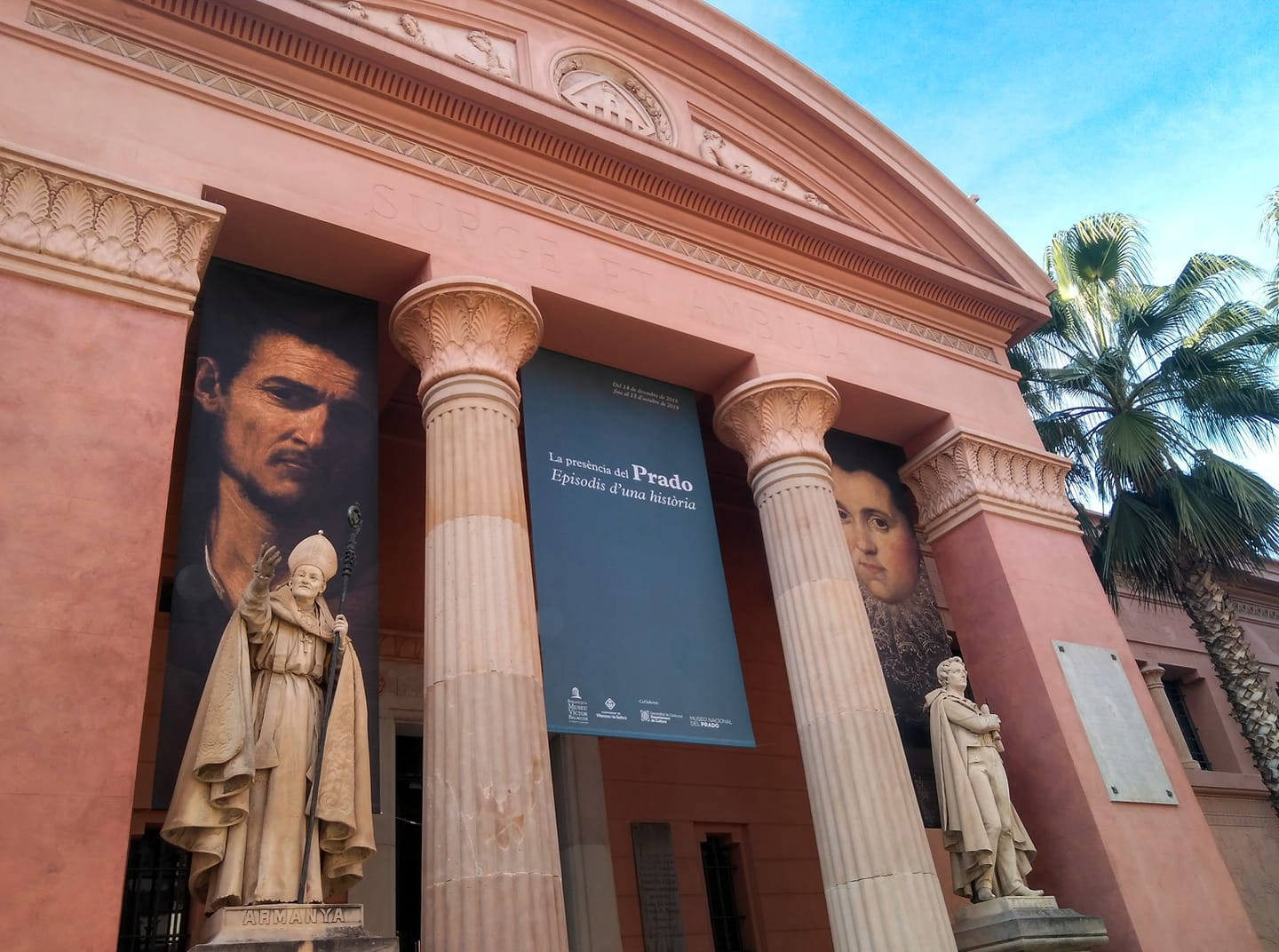
Entrada a l'edifici principal, amb les escales flanquejades per escultures de Francesc Armanyà, el poeta Manuel de Cabanyes, i la inscripció Surge et Ambula.

L'edifici principal es va construir sobre uns sobre uns terrenys cedits a preu simbòlic per la companyia de ferrocarrils. La primera pedra es va posar l'1 de gener de 1882 i es va inaugurar el 26 d'octubre de 1884. L'edifici és obra de l'arquitecte Jeroni Granell i Mundet i és al centre de Vilanova i la Geltrú, rodejat entre d'altres per l'estació de trens, l'Escola Politècnica Superior d'Enginyeria de Vilanova i la Geltrú de la UPC, i la biblioteca d'aquesta universitat. Fou concebut expressament per albergar una biblioteca i un museu, cosa gens habitual en l'època. L'edifici té forma de temple, amb decoracions neoegípcies i neogregues, pròpies de l'arquitectura eclèctica de finals del segle xix, just abans d'arribar el Modernisme, caracteritzada per fusionar l'estètica historicista amb la tècnica moderna, és a dir, s'utilitzaven elements decoratius recuperats del passat, però la tecnologia en els sistemes de construcció era puntera.
En la decoració dels exteriors s'hi van emprar detalls d'inspiració clàssica (acroteris, frontó, atri) i egípcia (les fulles estilitzades en els capitells de les columnes, l'esquematització de la planta del papir), cosa força insòlita en l'arquitectura de Granell però que entronca amb l'interès general que es tenia per l'Antic Egipte, sobretot arran dels nous descobriments arqueològics, l'obertura del canal de Suez (1869) o l'èxit de l'òpera Aida de Verdi (1871).
L'edifici té similituds amb el Barceloní Palau d'Exposicions de Belles Arts. Les finestres bessones, separades per petites columnes, les pilastres adossades modulant les façanes, la composició simètrica amb la disposició allargada de les plantes, l'accés central a través d'un pòrtic amb frontó sostingut per dues columnes i els noms d'artistes clàssics i contemporanis inscrits en el fris, són alguns dels trets compositius comuns als dos edificis.
A la façana de l'edifici hi ha una escultura de l'arquebisbe de Tarragona Francesc Armanyà i una altra del poeta Manuel de Cabanyes, que foren destacats vilanovins del segle xix. Damunt l'entrada es pot llegir el lema Surge et ambula (Aixeca't i camina, en llatí). Destaca també el jardí vuitcentista que envolta l'edifici. El 2009 se celebraren els actes del 125è aniversari i es va aprofitar per rehabilitat les façanes de l'edifici. Els treballs van consistir en el sanejament manual de les zones malmeses, tant en les zones de pedra artificial, com en els paraments restaurats amb estuc de calç. El revestiment pictòric es va dur a terme a base de veladures aplicades en diferents proporcions segons els elements de l'edifici: pedra artificial, esgrafiats o estuc de calç.

#### Exteriors
En la decoració dels exteriors s'hi van emprar detalls d'inspiració clàssica (acroteris, frontó, atri) i egípcia (les fulles estilitzades en els capitells de les columnes, l'esquematització de la planta del papir), cosa força insòlita en l'arquitectura de Granell però que entronca amb l'interès general que es tenia per l'antic Egipte, sobretot arran dels nous descobriments arqueològics, l'obertura del canal de Suez (1869) o l'èxit de l'òpera Aida de Verdi (1871).
- Pòrtic: El pòrtic d'entrada, amb les columnes i el timpà, segueix el mateix esquema que el de les lògies maçòniques, coronat per la inscripció Surge et ambula (Aixeca't i camina) un crit al progrés i a l'avenç. El mateix Balaguer va escollir aquestes paraules com a lema de la Institució. Simbolitzen el pas de la foscor a la llum, entesa com a coneixement i entronca amb l'esperit maçònic d'autosuperació.
- Reixa: La reixa que envolta l'edifici es va encarregar a la Maquinista Terrestre i Marítima.
- Jardí: Durant la construcció de la institució es va prestar una especial atenció al jardí de l'edifici, on es plantaren acàcies (relacionada amb la simbologia maçònica), palmeres, eucaliptus i rosers, entre d'altres. El disseny és obra del mestre jardiner Joan Piera.
- Escultures: La porta principal de l'edific està flanquejada per dues estàtues. La imatge escultòrica de l'arquebisbe Armanyà es va col·locar l'any 1887, obra de Manuel Fuxà.[16] L'escultura del poeta Manuel de Cabanyes s'instal·là sis anys després, obra de Josep Campeny. Víctor Balaguer va llegar-la a la vila l'any 1900.[11][17] Ambdúes es van restaurar amb motiu del 125è aniversari.[18]

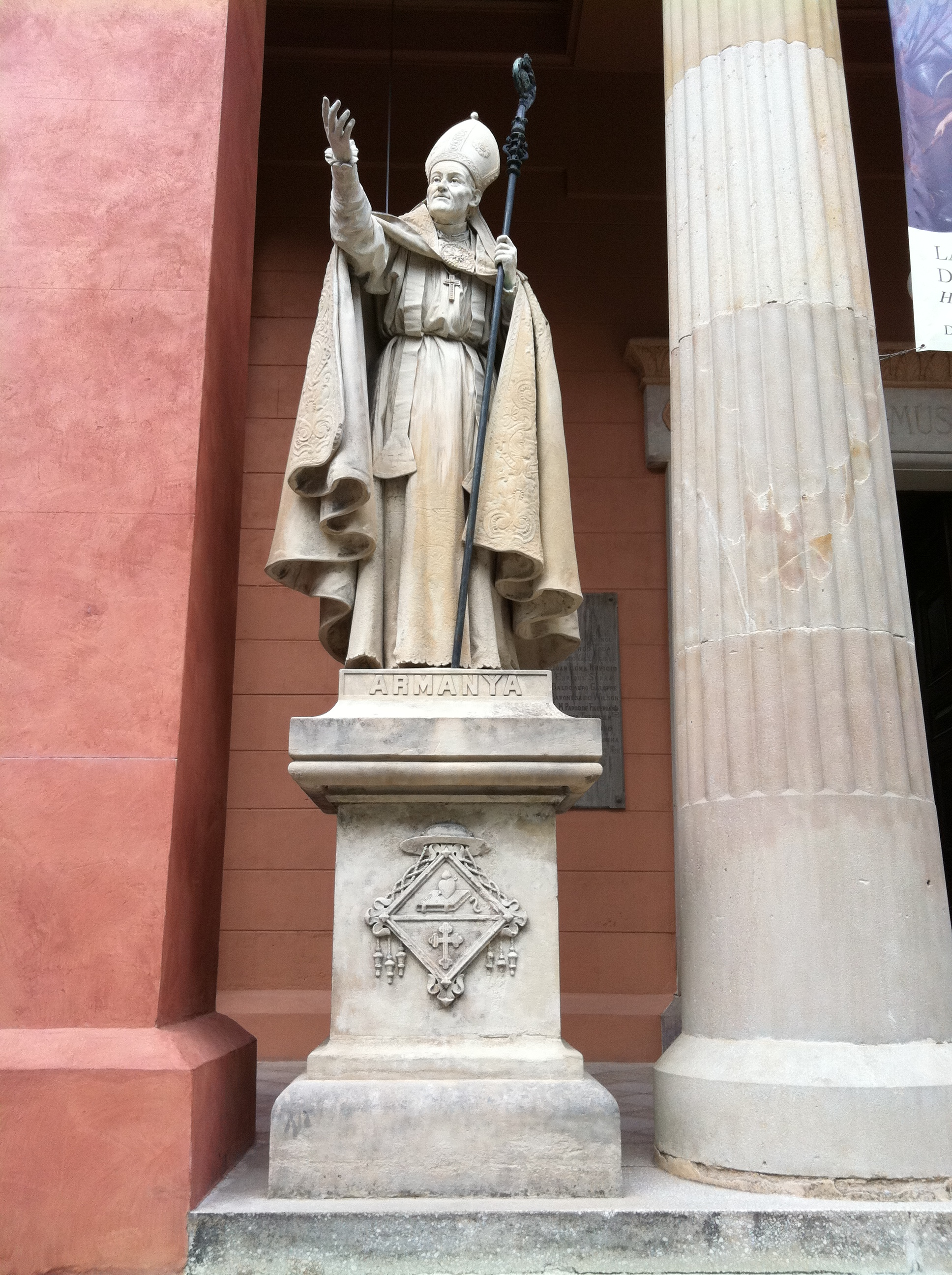
Escultura del Bisbe Armanyà
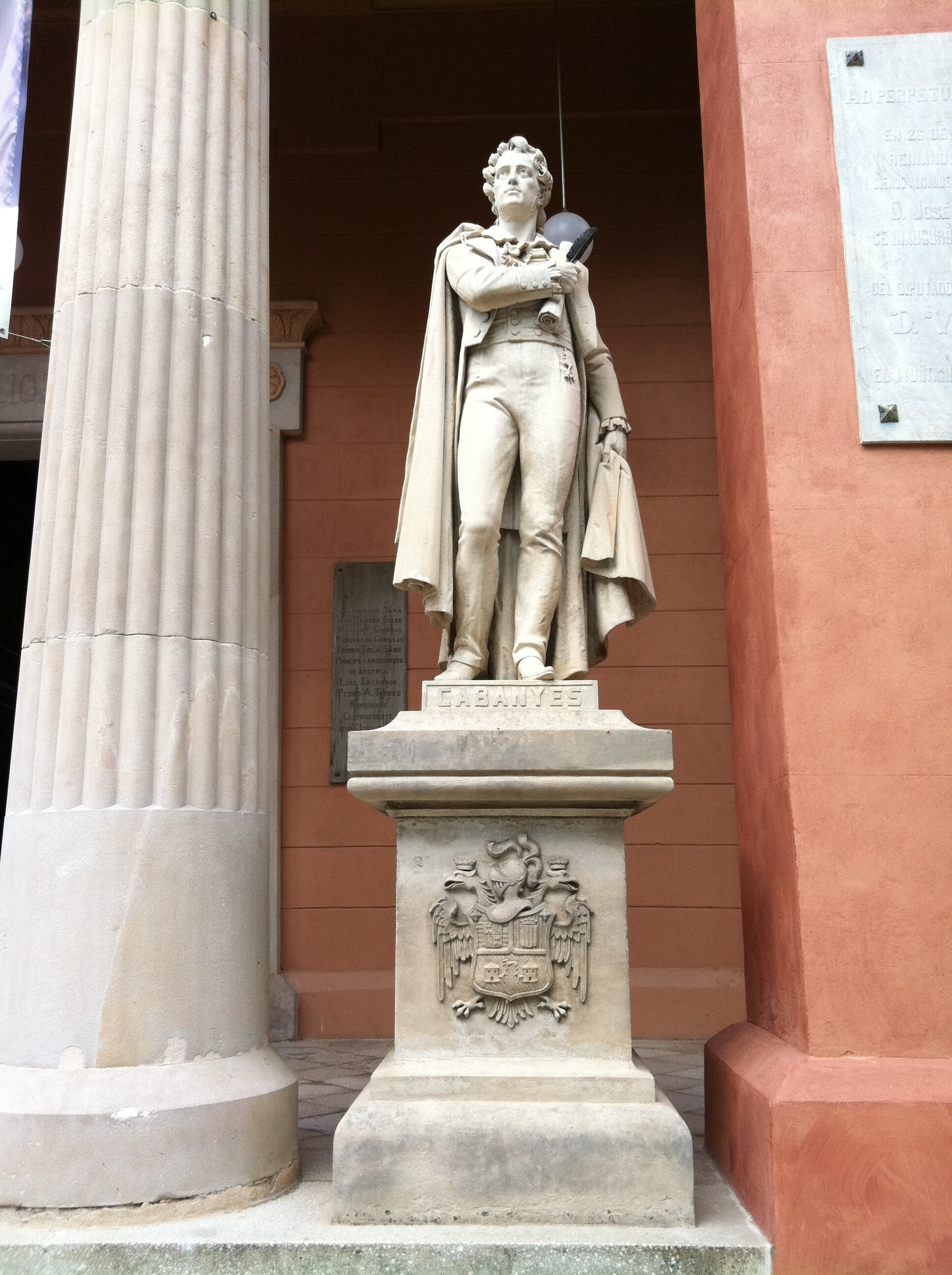
Escultura de Manuel de Cabanyes

- Esgrafiats: L'edifici estava pensat com tota una declaració d'intencions. Els 18 esgrafiats que decoren la façana funcionaven com a elements alliçonadors i d'homenatge. Van ser realitzats per Josep Mirabent i Gatell (1831-1899), pintor i prestigiós decorador d'interiors que va destacar pel seus treballs en la decoració del Paranimf de la Universitat de Barcelona i el sostre del Teatre del Liceu. Els esgrafiats representen escenes simbòliques de l'art i les ciències, i alguns d'ells s'interpreten en clau maçònica. Víctor Balaguer va ser maçó, pertanyia a un dels dos Grande Oriente de España existents i va assolir el grau 33 de Soberano Gran Inspector General, segons el Ritu Escocès i de Menfis. Estaven fets amb una barreja de calç i sorra de marbre i situats en els espais rectangulars delimitats per les pilastres. El conjunt representava l'evolució de les disciplines humanístiques organitzades en quatre blocs: art, ciència, tecnologia i literatura. Les remodelacions posteriors van provocar que es perdessin els esgrafiats de la façana posterior que feien referència a la Història de l'art aplicat a la indústria o art sumptuari. En l'actualitat només són visibles dotze esgrafiats. Vuit a la façana principal, un a cada testera i dos a la façana posterior del costat de la biblioteca. A la Biblioteca es conserven els calcs a mida natural d'aquests esgrafiats. Al llarg dels anys els esgrafiats s'havien deteriorat notablement i gràcies als treballs de restauració s'han pogut recuperar novament.
  - Façana principal (Història del Gran Art):
    - Art egipci: L'escena representa tres personatges egipcis que simbolitzen les arts pictòriques i escultòriques. Dos són escultors i el tercer sembla dibuixar.
    - Art grec: Fídies està esculpint la cèlebre Atenea (Minerva pels romans) d'or i ivori per al Partenó, mentre que un jove treballa esculpint un fragment del pòrtic. Fídies (V aC) és considerat un dels millors escultors de tots els temps.
    - Art cristià: Apareix Fra Angelico de Fesola pintant una verge, un jove treballant un capitell i una escultura. L'època medieval és el moment de màxima esplendor dels gremis, encarregats de la transmissió dels coneixements artesans.
    - Art del renaixement: S'hi representa a Miquel Àngel contemplant la seva estàtua de Moisès i un escultor mentre treballa en un capitell. Als seus peus apareixen les eines bàsiques de l'escultor: el martell i el cisell. Podria ser una representació del seu taller.

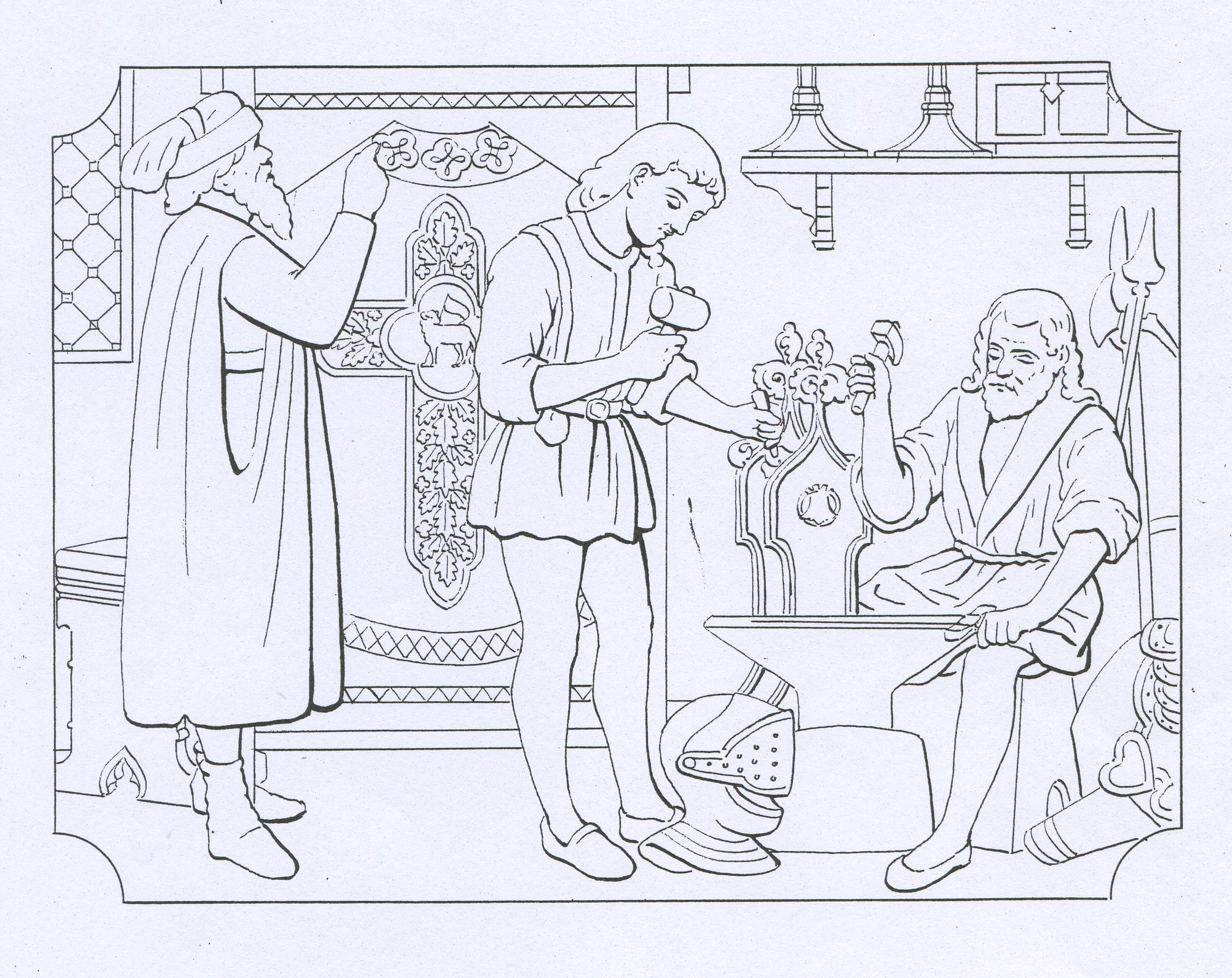
Arts decoratives - Art cristià
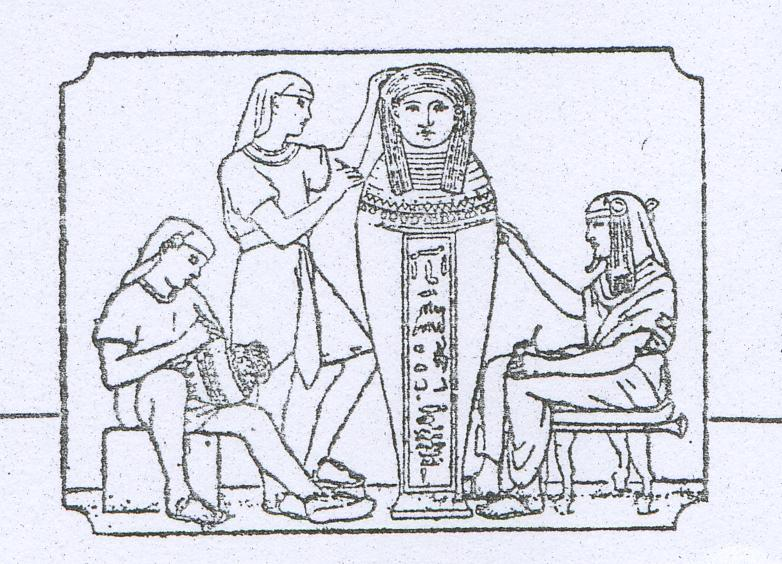
Arts decoratives - Art egipci
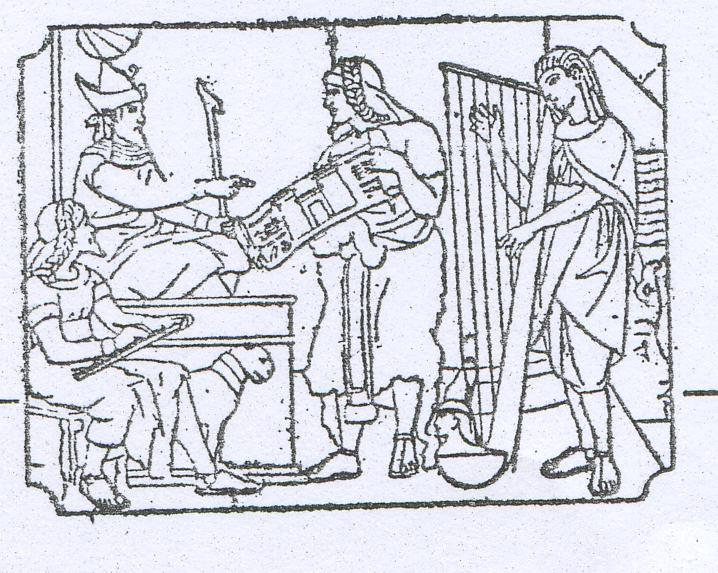
Literatura i poesia - Egipte
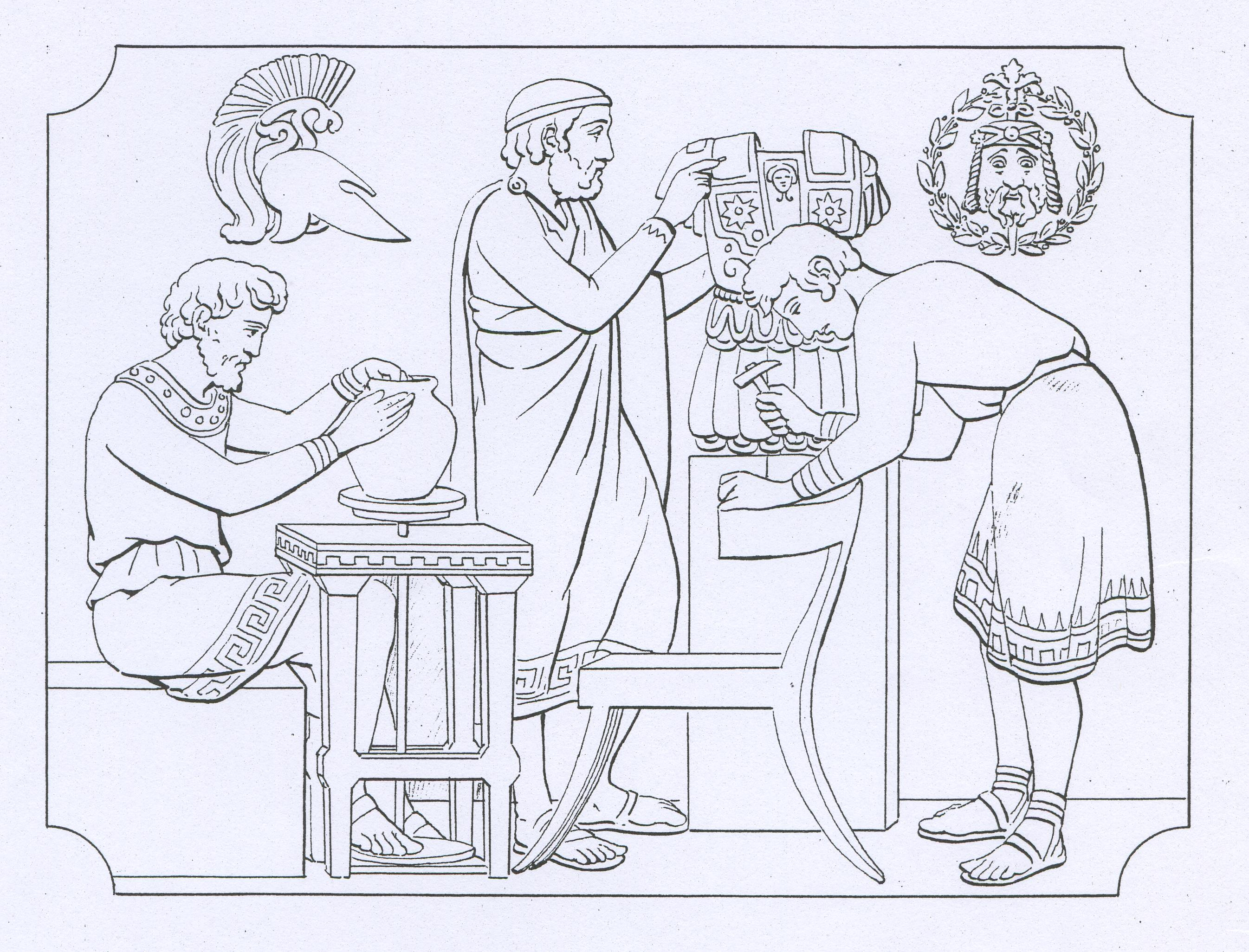
Arts decoratives - Art grec
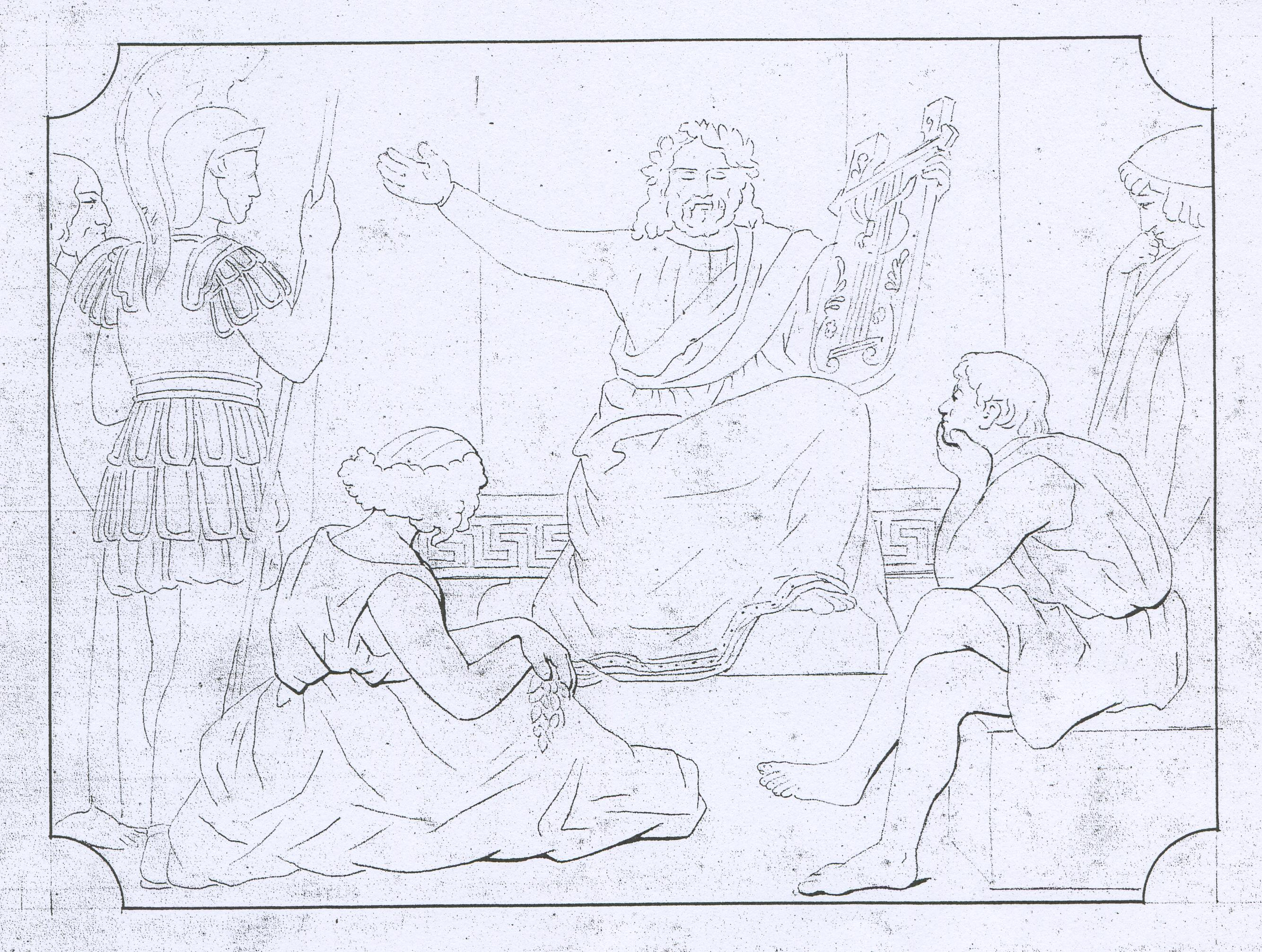
Literatura i poesia - Homer
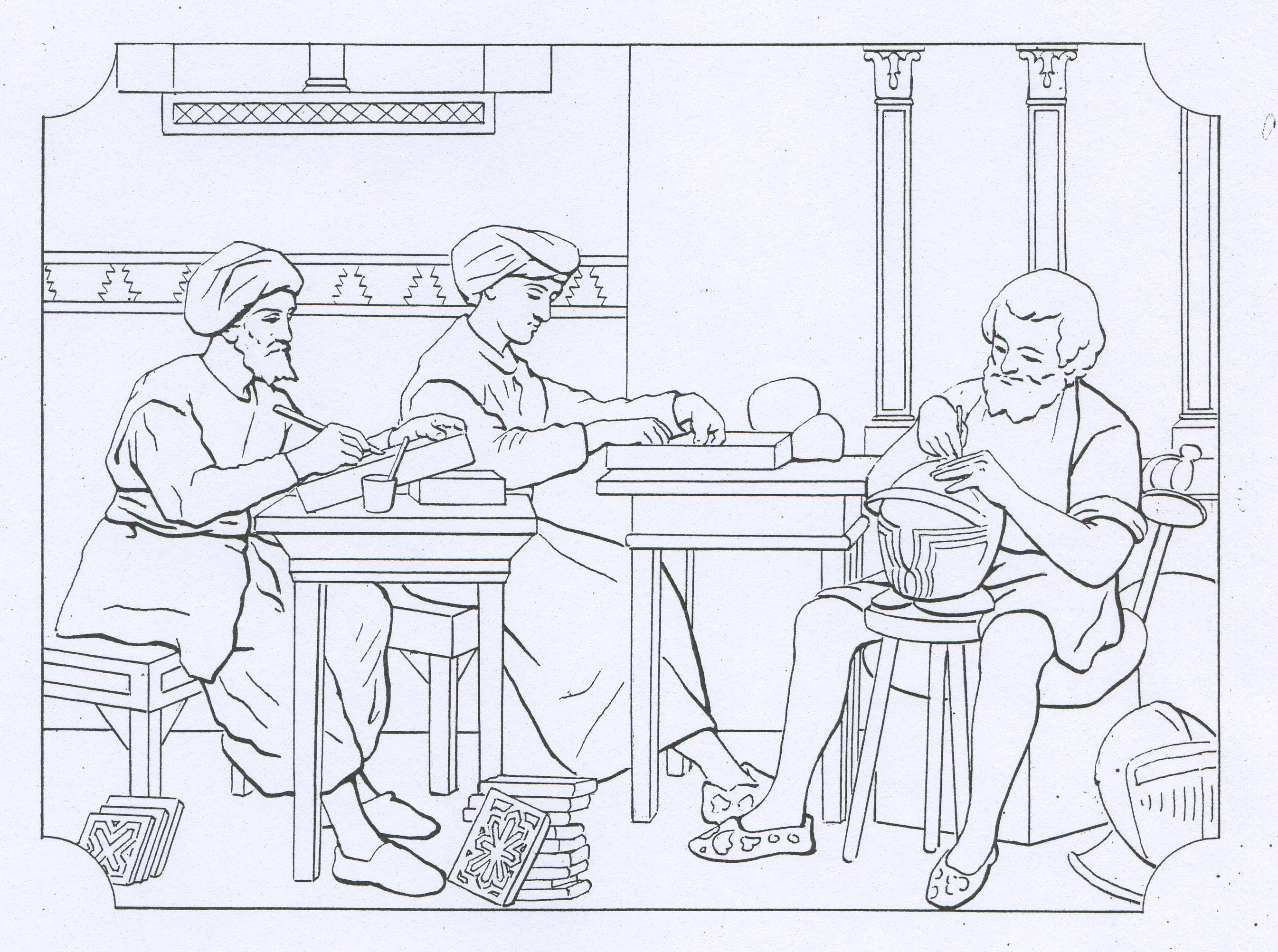
Arts decoratives - Art del Renaixement

- - Façana principal (Història de les ciències):
    - Egipte: Hi ha tres astrònoms egipcis, un d'ells porta un compàs, instrument de mesura per fer càlculs geomètrics i numèrics. El compàs forma part de la simbologia oficial maçona i entronca amb els seus orígens en els constructors de l'Edat Mitjana. També es pot referir a la construcció de l'univers, que per als maçons era una obra harmònica i perfecta. Juntament amb el compàs els astrònoms també utilitzaven l'escaire, també símbol maçònic. El sol i la lluna, dels cicles dels quals s'extragueren les primeres mesures del temps, també tenen el seu simbolisme maçònic, i presideixen la lògia, el sostre de la qual està decorat amb les constel·lacions i estrelles, símbols de la perfecció, entre les quals destaca l'estrella Polar. L'escena pot simbolitzar l'esforç per la superació en el coneixement.
    - Grècia: Apareix un orador grec que dona lliçons al poble. L'escena posa de manifest la importància de la transició del coneixement entre mestre i deixeble. Aquesta relació també existeix en la maçoneria, que s'estructura amb un estricte ordre jeràrquic.
    - Època moderna: Esgrafiat en que trobem a Cristòfor Colom discutint amb els savis teòlegs de Salamanca.
    - Època contemporània: Hi estan representats una selecció dels invents moderns, i situat en lloc preferent apareix Gutenberg, el creador de la impremta. La mecànica està representada per la màquina de vapor, la navegació, el ferrocarril, etc. Com a darrers invents de l'època, apareixen els parallamps, la bombeta i la pila galvànica. La composició és un compendi del pensament balaguerià, en particular i liberal, en general, sempre íntimament lligat a la idea de progrés i modern.

  - Testeres: 
    - Costat nord: El Temps coronat per una clepsidra. La figura està flanquejada per dos personatges alats, de caràcter egipci l'un, de caràcter clàssic l'altre.
    - Costat sud: El Temps portant per nimbe l'horari modern que mana distribuir a altres dos genis de caràcter cristià i del renaixement; els palmons, les palmes i corones als distingits, premiats o venerats

  - Façana posterior (Literatura i poesia)
    - En els orígens mostraven escenes de la història de la literatura i la poesia. Degut a les successives ampliacions de l'edifici, avui dia només es conserven les escenes de Dante Alighieri recitant a Florència els seus cants a la multitud, i les imatges de Cervantes, Calderón de la Barca i Shakespeare com a representants de la literatura i poesia modernes.
- Noms: A banda de les escenes, també es troben inscrits a les façanes els noms d'escriptors a l'ala destinada a biblioteca i d'artistes a la del museu. Els del sector de la biblioteca són: Cervantes, Desclot, Garcilaso, Ausiàs March, Feijoo, Ramon Llull, Capmany, Alfons X de Castella i Jaume I. A la part del museu apareixen Arnau de Vilanova, Velázquez, Alí Bei, Berruguete, Campeny, Herrera, Viladomat, Murillo i Fortuny.[6]

#### Interiors
L'avenç tecnològic es troba a l'interior, en l'estructura de la coberta, realitzada amb voltes de ferro. En l'edifici primitiu les voltes de canó rebaixades estan sostingudes per encavallades metàl·liques de perímetre corbat. Posteriorment, en les successives ampliacions es van utilitzar bigues metàl·liques de gelosia.
- Pinacoteca: Espai principal on s'exposen les pintures de gran format i les escultures.
- Saló Maria: Ampliació de 1892 per encabir el fons dl'escultura. En aquesta sala es mostraven les obres que els escultors catalans del XIX que havien donat al Museu així com altres que el fundador havia aconseguit per a la seva institució. Algunes de les peces eren d'un gran volum, i pel seu transport es necessitava la força de sis homes. Cal tenir en compte que a finals del segle xix l'escultura va viure una època d'esplendor. Amb la reurbanització de les ciutats, passà a ser un dels elements principals en la decoració dels espais públics. I alhora servia per a honorar personatges històrics o idees. El contingut original de la sala ha anat canviant. Amb el temps s'hi va re-ubicar la col·lecció d'arts decoratives (rajola i vidre català, monedes i medalles), substituint les escultures que hi havia a l'origen, fins que el 2008 va passar a ser l'espai d'exposició del dipòsit de pintura barroca espanyola i flamenca del Museo del Prado. Des del 2020 és la nova sala d'exposicions temporals.
- Saló Isabel: Ampliació de 1898, acollia inicialment la col·lecció de ceràmica, monedes, medalles i la col·lecció egípcia, entre d'altres. En els seus inicis reunia la col·lecció d'art egipci que Eduard Toda havia donat l'any 1886 al Museu. Va ser la primera col·lecció d'Egipte exposada a Catalunya. Sens dubte, la peça que més cridava l'atenció d'aquesta col·lecció era la mòmia d'un infant de 5 anys, coneguda amb el nom de mòmia Nesi. Avui dia la col·lecció egípcia té el seu propi àmbit, i el Saló Isabel ha ocupat les funcions de sala d'exposicions temporals, fins que al 2018 s'hi va ubicar allà la Sala Prado, que es manté en l'actualitat.
- Sala Silvela: Ampliació de 1919 duta a terme per Font i Gumà i J.F.Ràfols. La decoració pictòrica del sostre va anar a càrrec de Francesc Garcia Escarré. En un primer moment aplegava la col·lecció d'arts decoratives, posteriorment va aplegar la col·lecció de pintura antiga i el cadiram de la Sala de Juntes. Actualment, després de la reordenació del 2008, la sala exhibeix una petita mostra de rajoles, vidre i pots de farmàcia, i la col·lecció etnològica formada per objectes procedents de l'Amèrica precolombina, d'Àsia i de les Filipines.
- Rotonda: A l'entrada de l'edifici hi ha una rotonda que exerceix de distribuïdor entre la biblioteca i les sales del museu i que, a més del bust de Víctor Balaguer, s'hi pot observar els retrats de diversos Vilanovins il·lustres: Manuel de Cabanyes, Joan Serafí Vidal, Francesc de Sales Vidal, Sebastià Anton Pascual, Francesc Armanyà, Josep Ferrer Vidal, Salvador Samà i Magí Pers i Ramona. Aquests retrats van ser l'inici de la Galeria de Vilanovins il·lustres que s'exposa a sobre del cadiram de la sala de juntes.[6] A les parets hi ha quatre esbossos d'iconografies: la Història i la Poesia al cantó de la biblioteca i la Pintura i l'Arquitectura per al museu. Espais com aquests estan organitzats seguint la disposició d'elements de protecció simbòlica propis de la masoneria.[3]
- Sala de Juntes: La sala de juntes conserva un cadiram amb els noms dels membres del patronat i cada aniversari Balaguer afegir un retrat d'una personalitat destacada del sector social, literari, econòmic, religiós o polític de Vilanova.[3]
- Biblioteca: Sala original on es conserva gran part del llegat bibliogràfic de Víctor Balaguer, consultable des de la seu actual de la biblioteca a la Casa del Marquès de Castrofuerte.

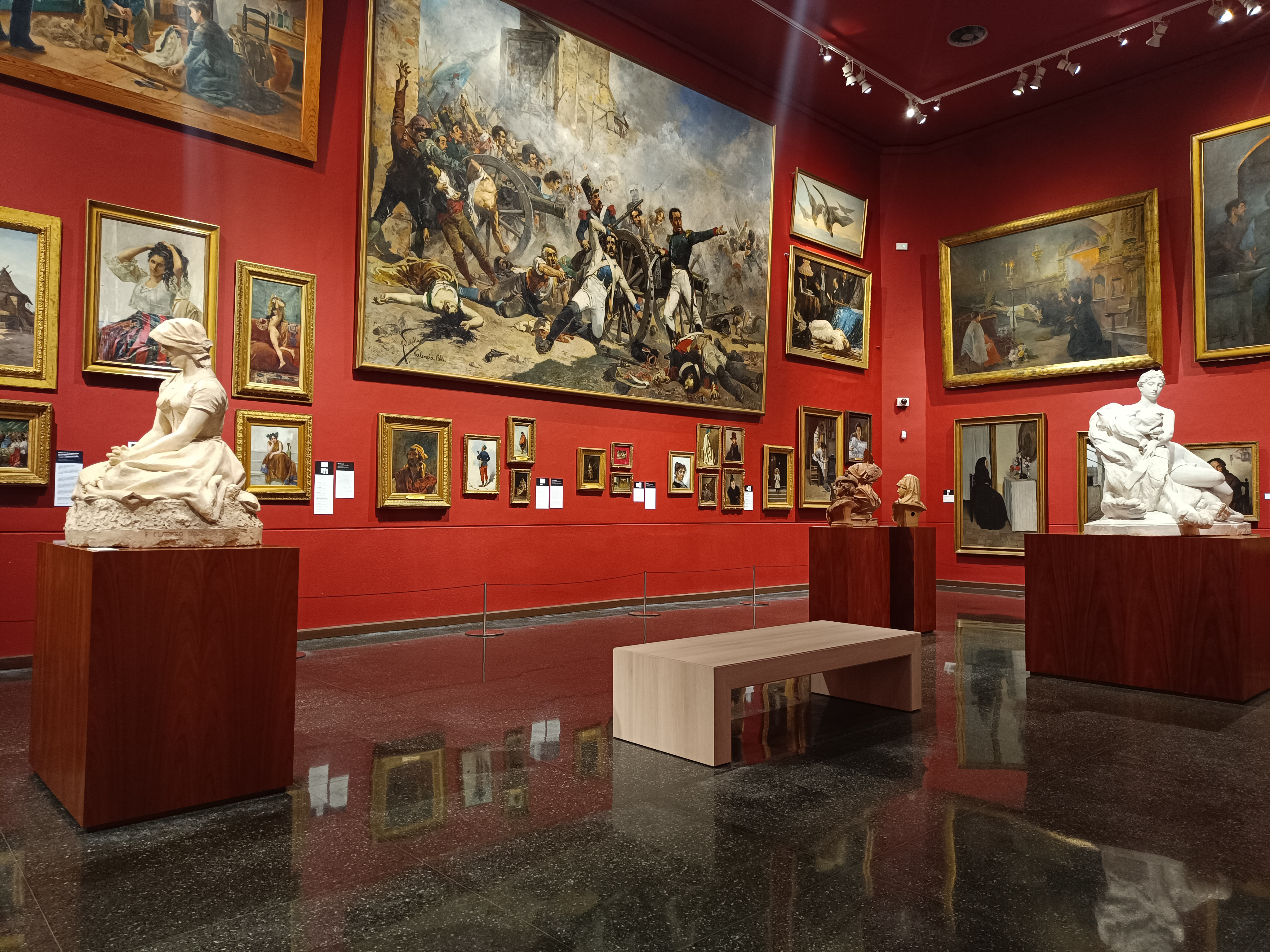
Sala Pinacoteca
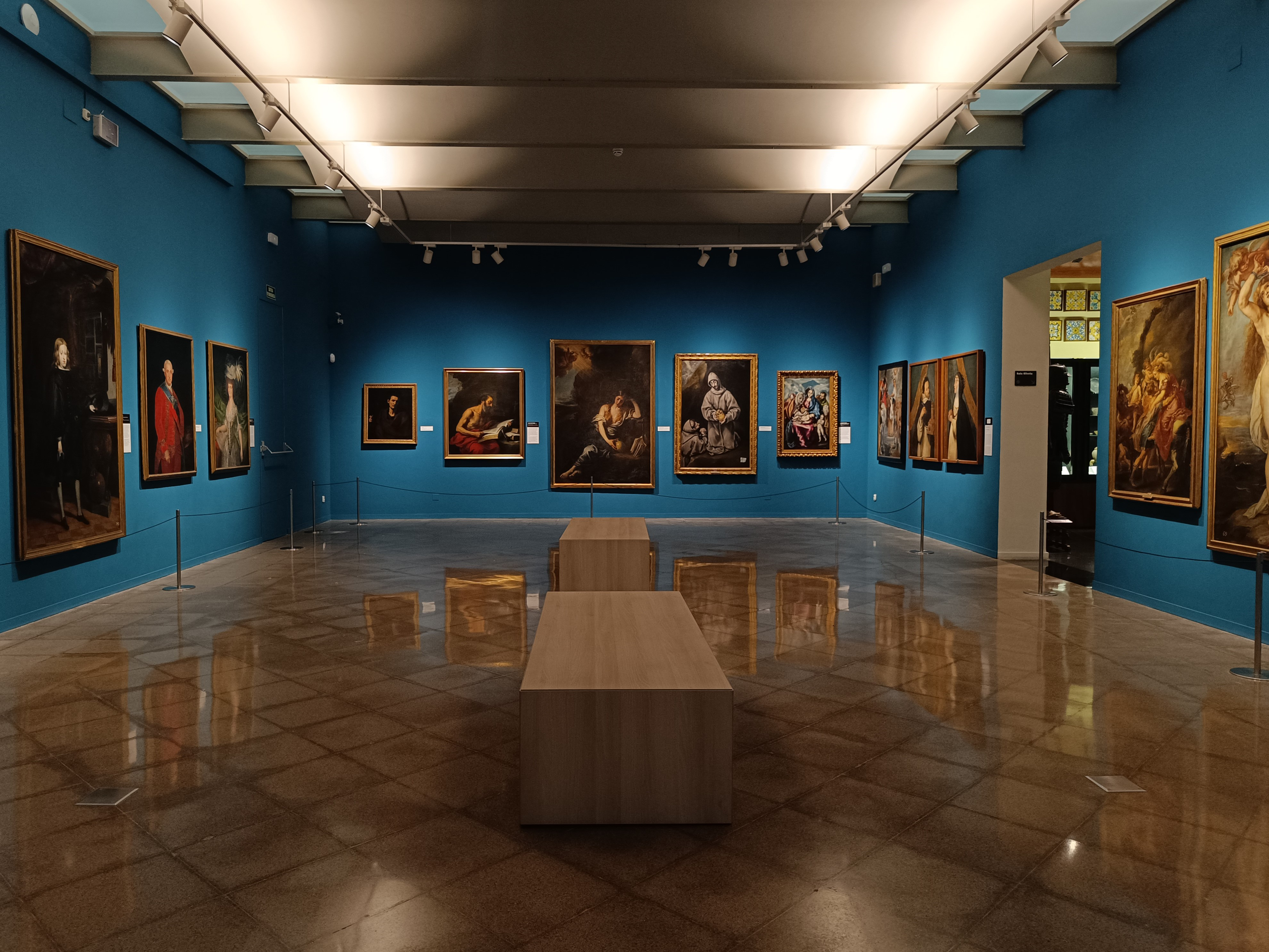
Sala Prado (dipòsit del Museo Nacional del Prado)
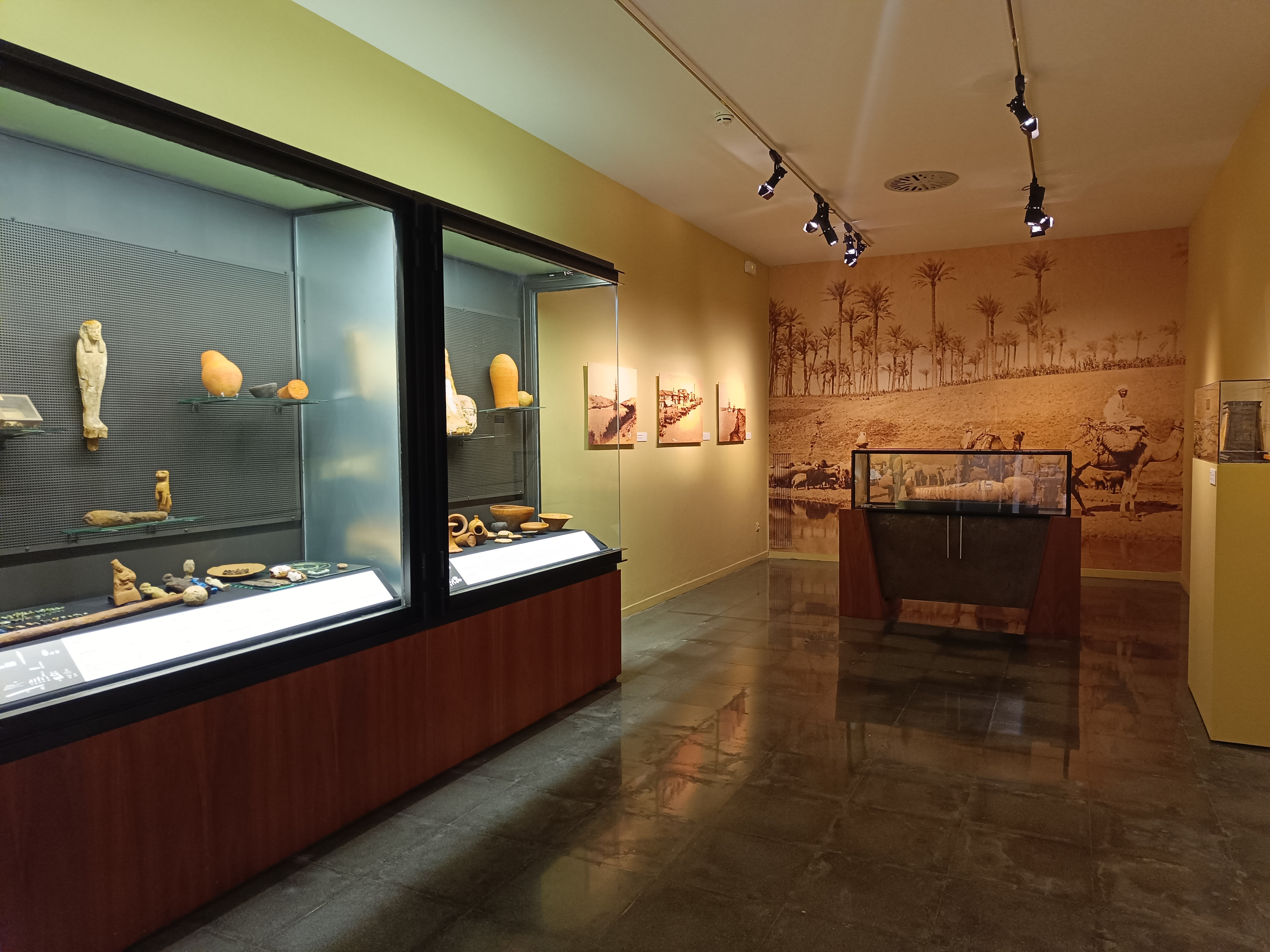
Sala egípcia
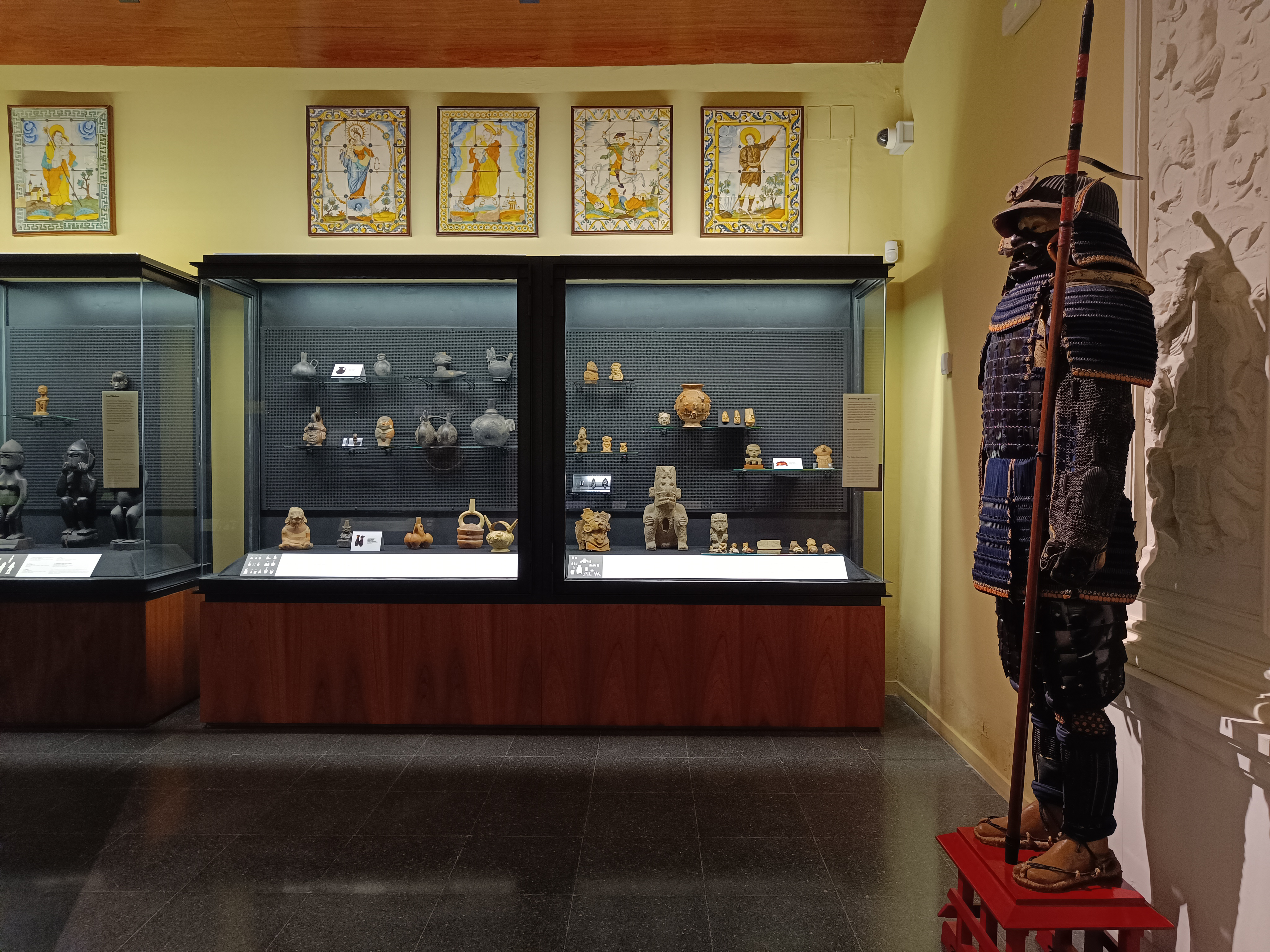
Sala Silvela
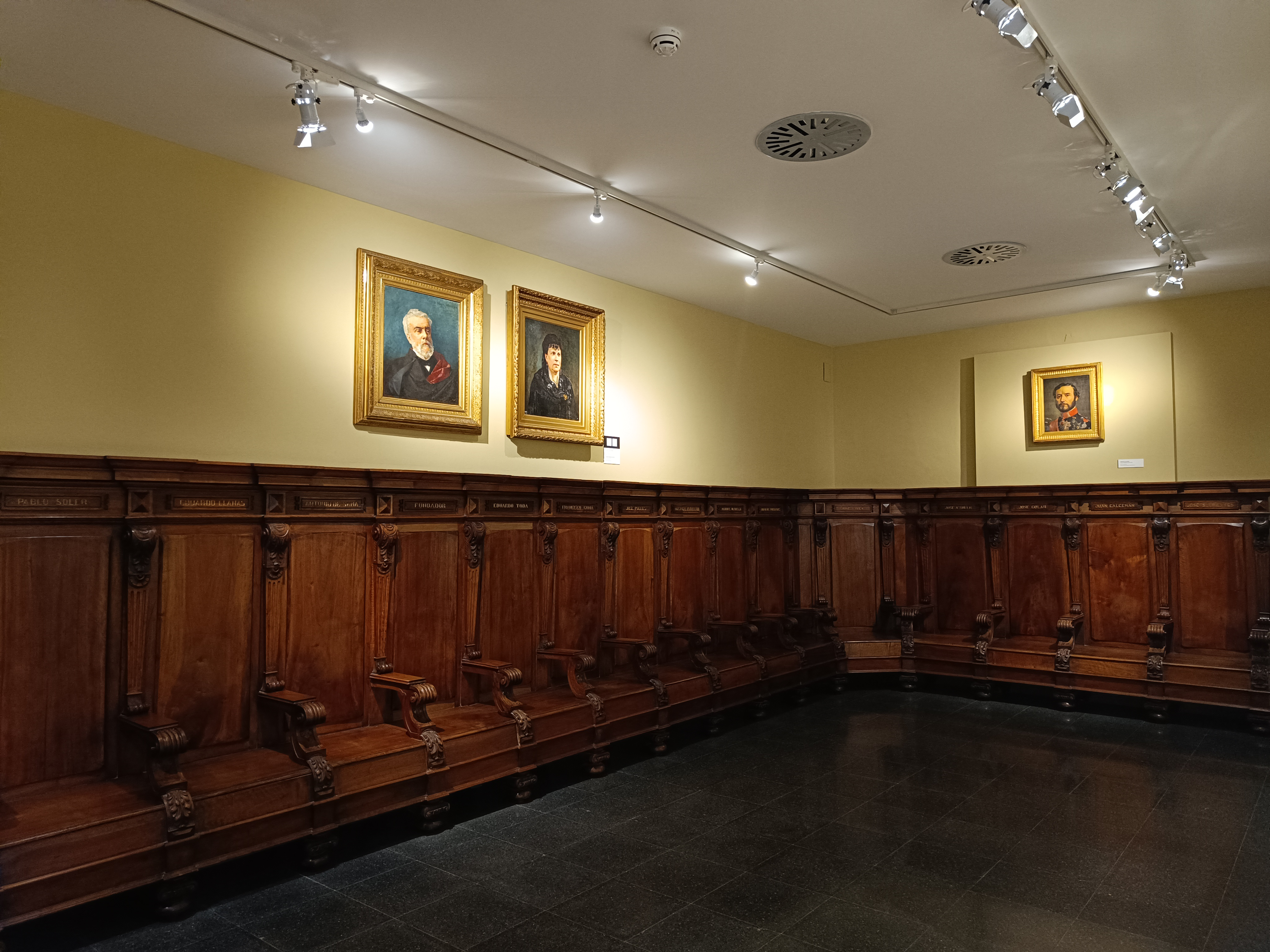
Sala de Juntes
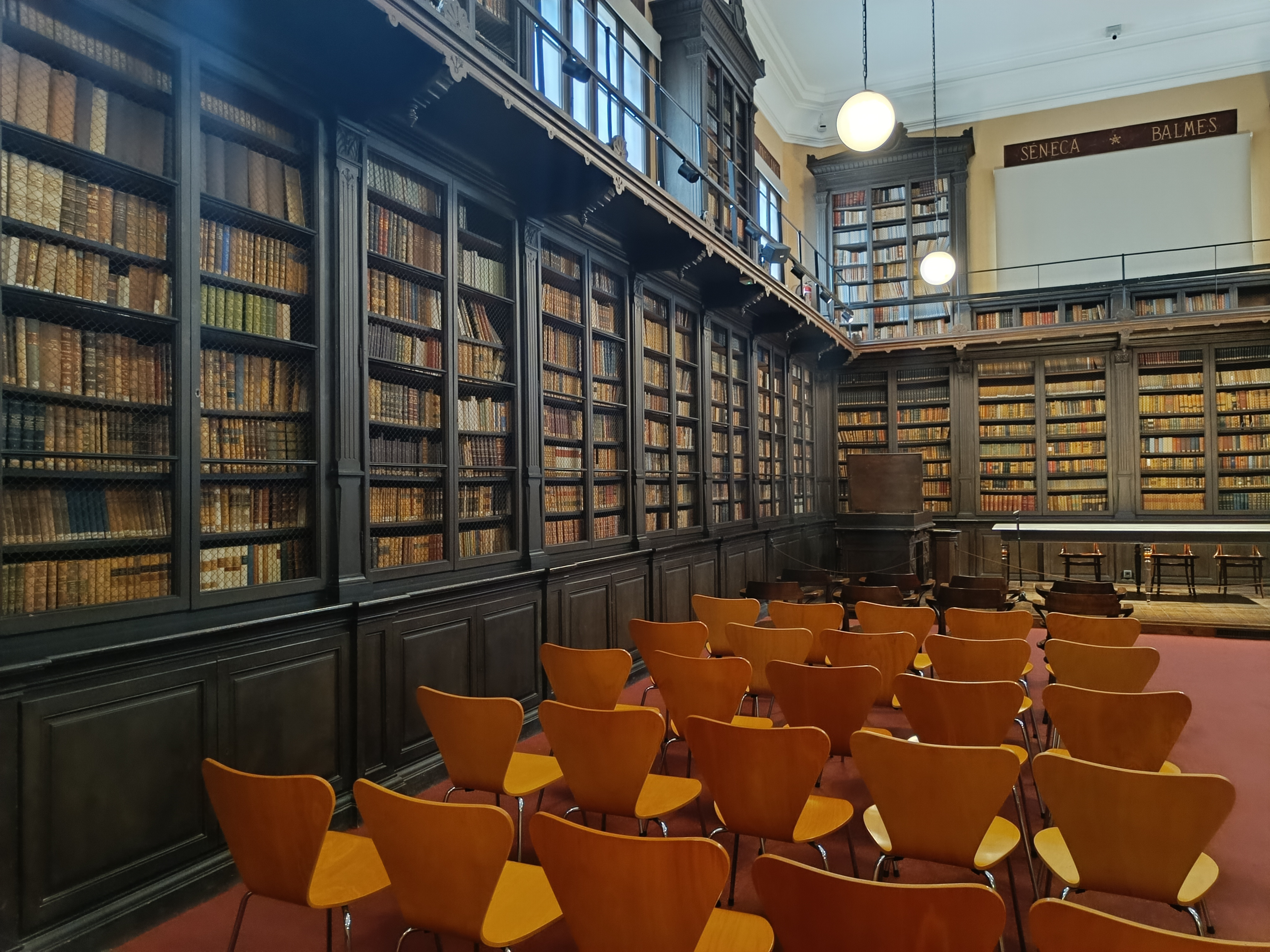
Biblioteca patrimonial
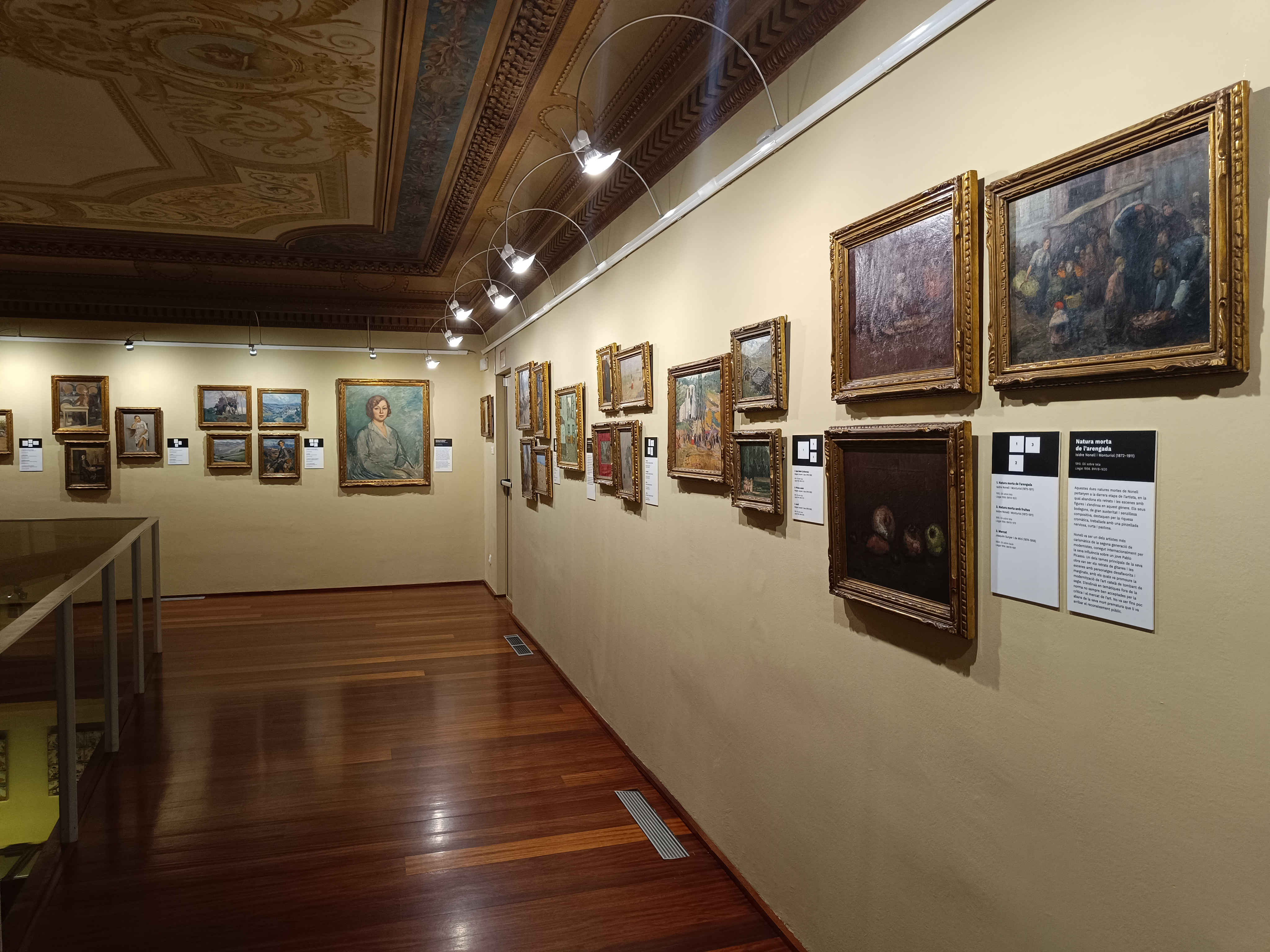
Llegat 1956
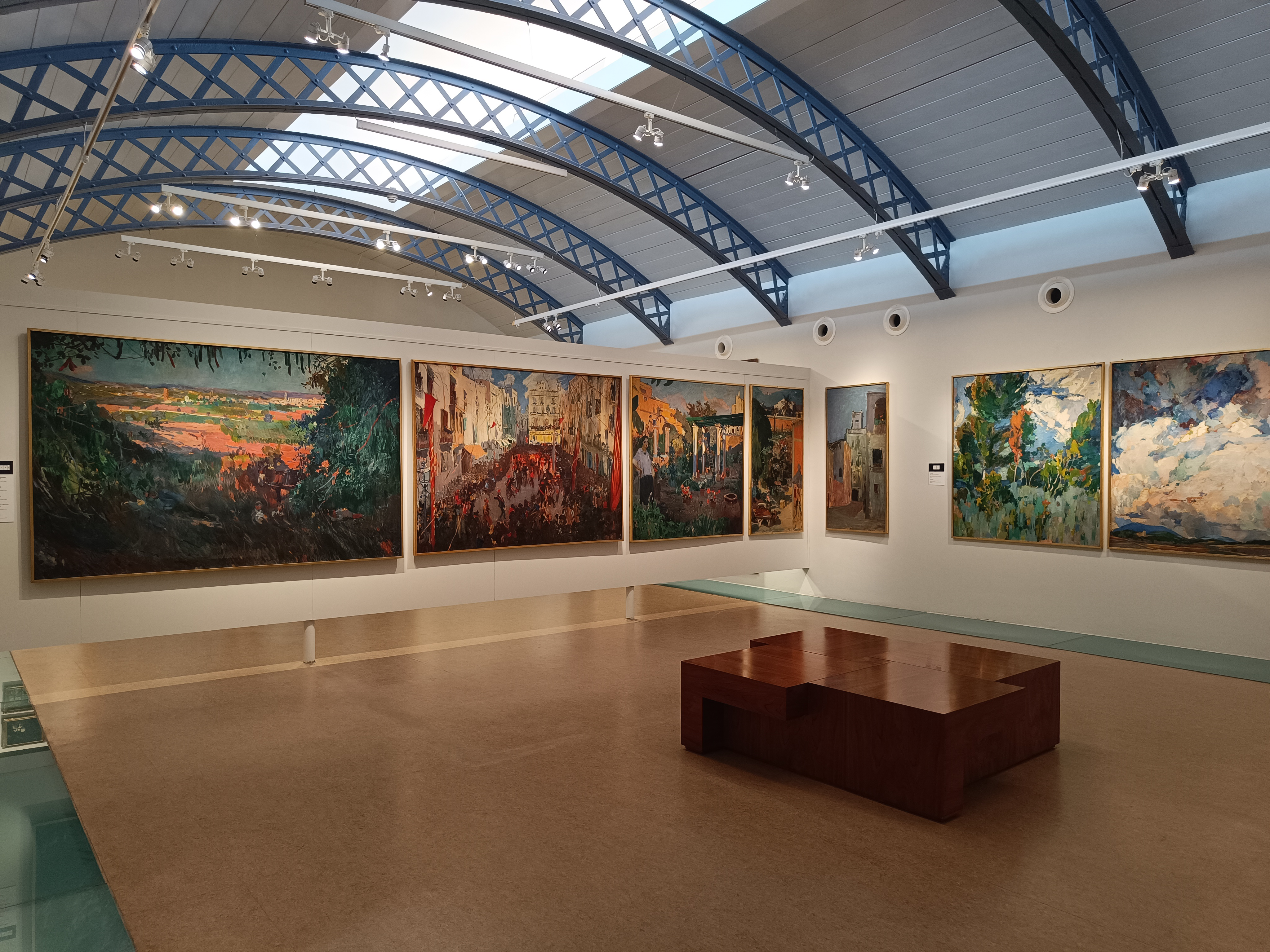
Llegat 1956
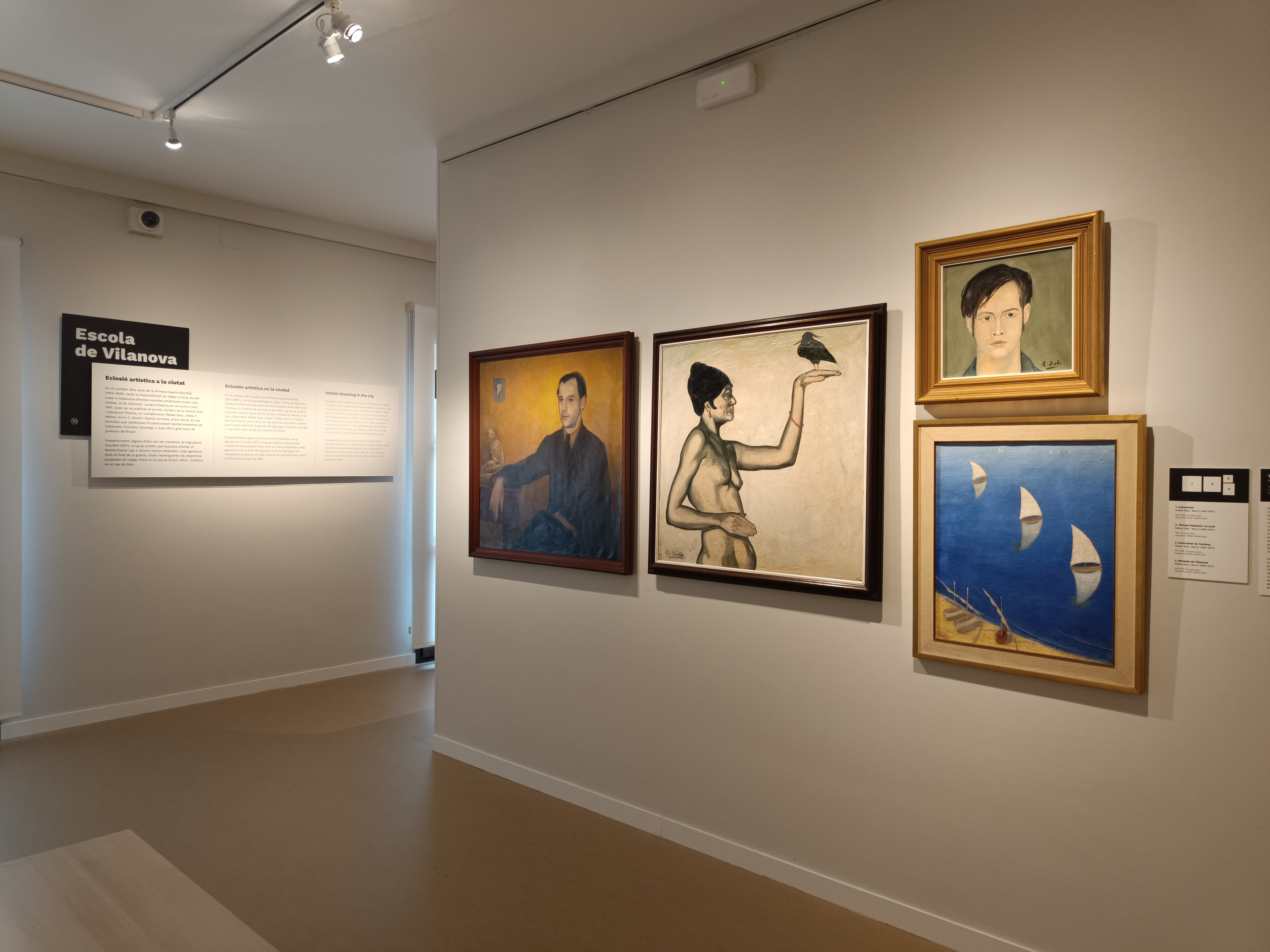
Escola de Vilanova
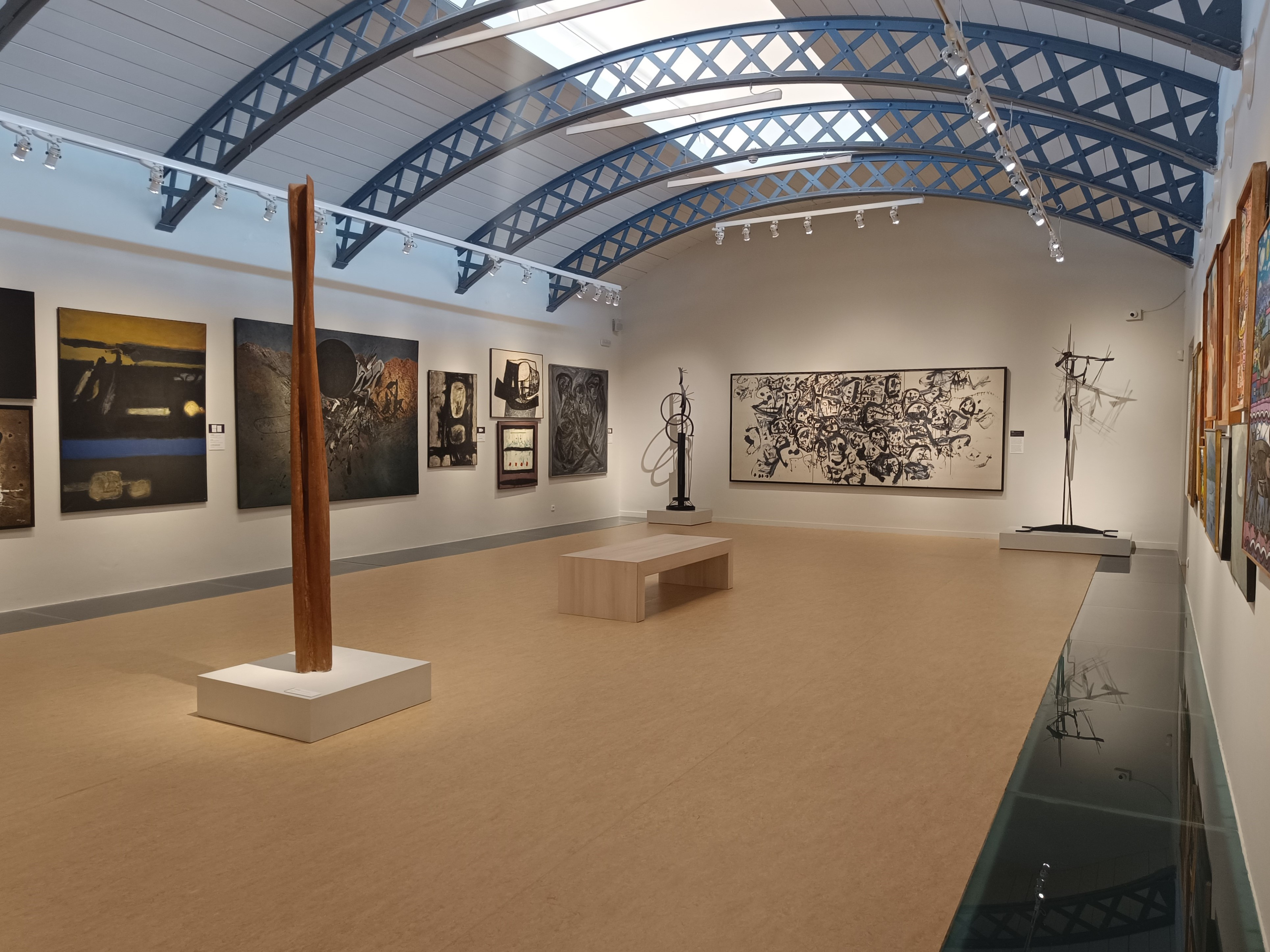
Sala d'art contemporani

### Casa de Santa Teresa

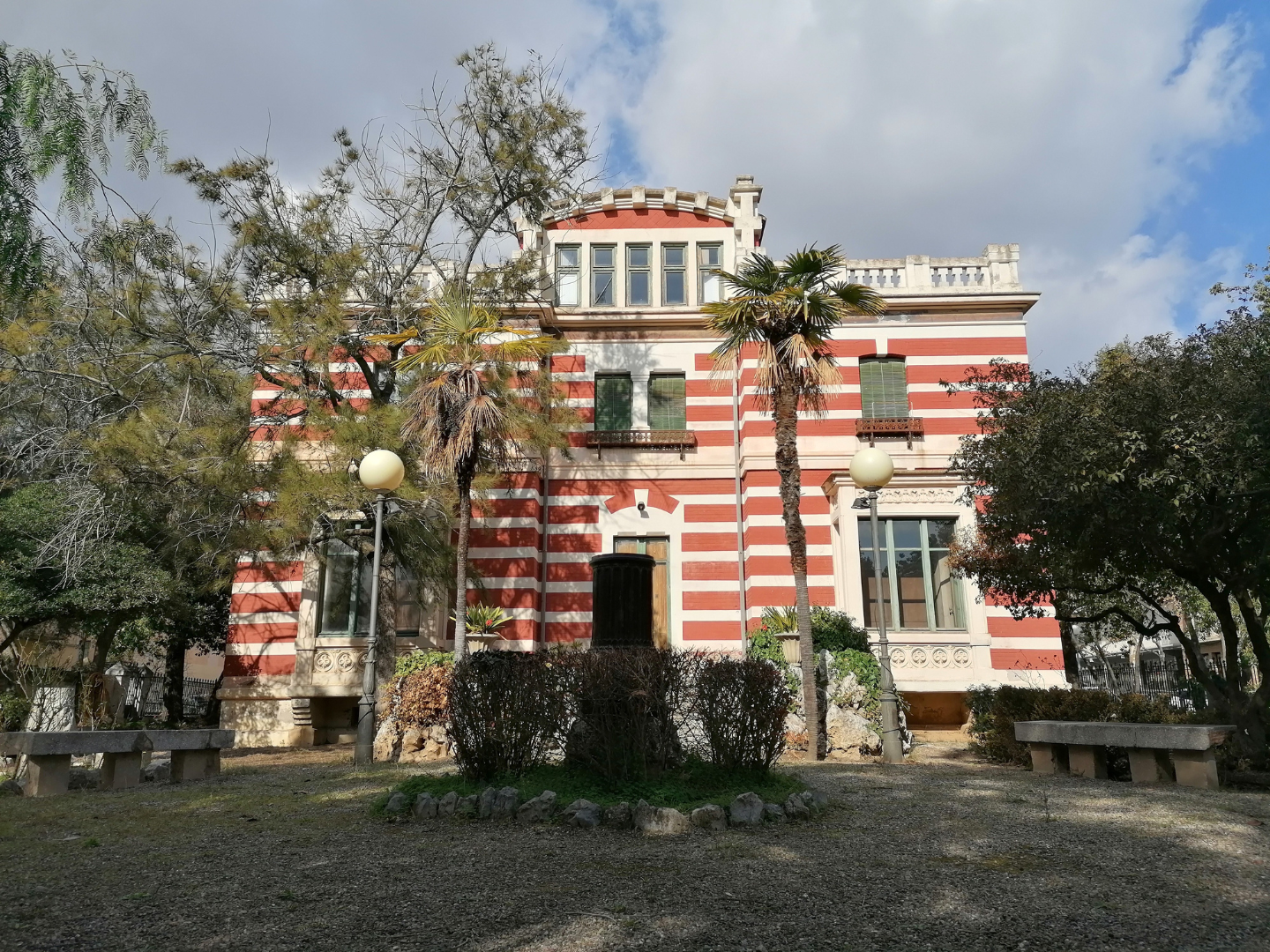
Casa de Santa Teresa

És un edifici aïllat situat al costat de la Biblioteca Museu Víctor Balaguer i envoltat per un ampli jardí, construït el 1890 com a casa particular de Víctor Balaguer. Deu el seu nom a la seva mare i a Santa Teresa, un bust de la qual es troba a la façana amb un dels seus versos. Vivo sin vivir en mí. L'edifici és de planta rectangular i consta de soterrani, planta baixa, elevada amb relació a terra, un pis i terrat on ressurt la caixa d'escala. La composició de les façanes és gairebé simètrica, amb finestres rectangulars i d'arc molt rebaixat, ulls de bou i tribunes. Una motllura perimetral separa decorativament la planta del primer pis. L'edifici és coronat amb una cornisa i barana de balustres plans i presenta una decoració de franges horitzontals que simulen maons. En una de les façanes hi ha un bust de santa Teresa, erigit en memòria de la mare de Víctor Balaguer, Teresa Cirera. Va ser projectat per l'arquitecte municipal Bonaventura Pollés i Vivó i l'obra es va acabar l'any 1889. En un principi, l'edifici s'havia bastit al costat del de la Biblioteca-Museu Víctor Balaguer per hostatjar Víctor Balaguer en les seves estades a Vilanova. Posteriorment, quan ja no hi havia prou 'espai a la Biblioteca-Museu, va servir com a dependència d'aquesta institució. L'any 1915, l'Estat disposà que la Biblioteca se separés del Museu.

### Casa Marquès de Castrofuerte

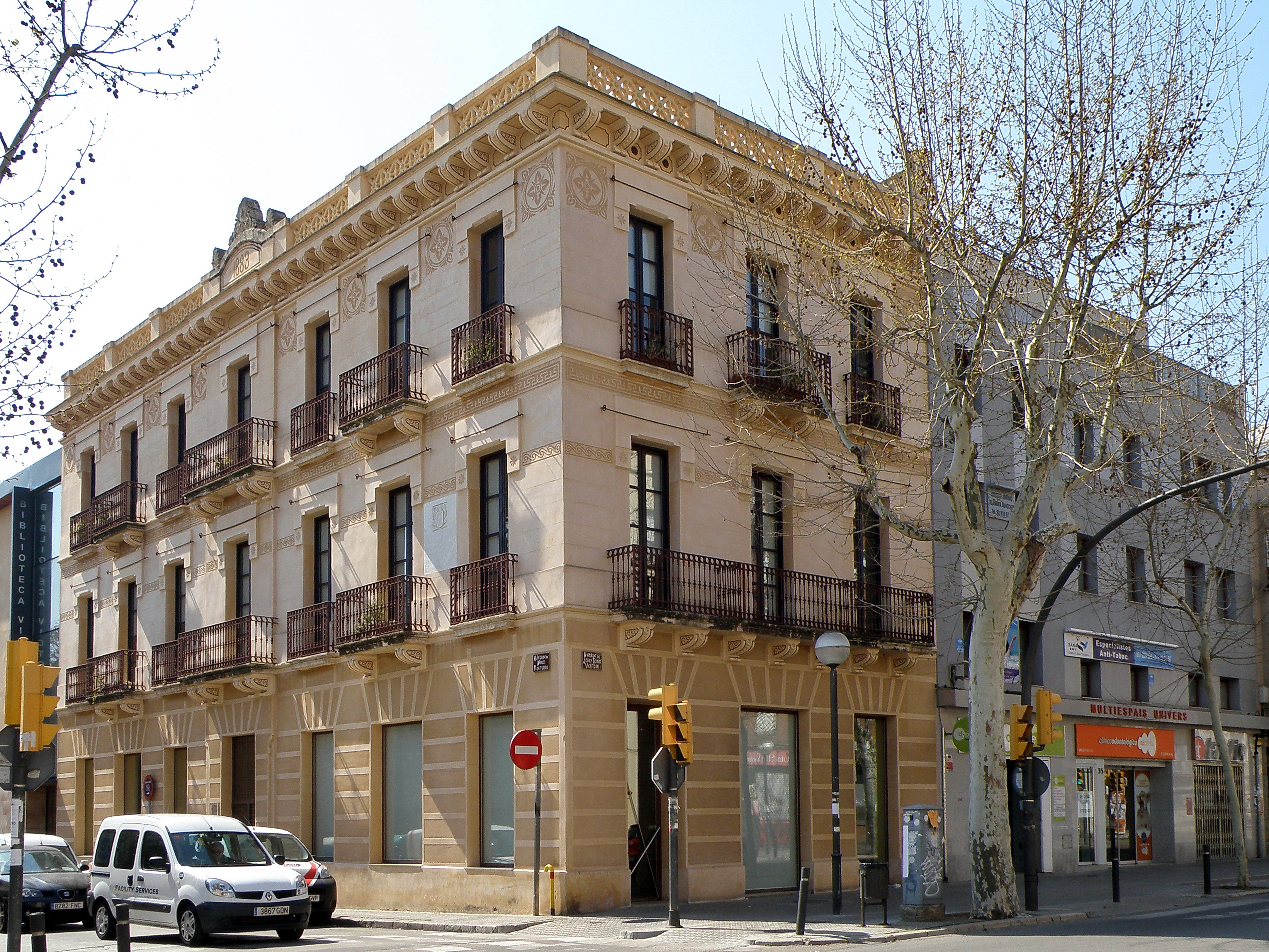
Casa Marquès de Castrofuerte

La Casa Marquès de Castrofuerte és un edifici catalogat com a monument i protegit com a bé cultural d'interès local. És un edifici cantoner de grans dimensions, de planta rectangular, format per planta baixa, dos pisos i coberta plana. Té un cos lateral de planta baixa a l'esquerra de la façana del c/ Monturiol. La façana principal és de composició simètrica. La planta baixa, actualment modificada, presenta com a únic element original una porta d'accés allindanada amb brancals que imiten pilars amb capitells. Els dos pisos superiors presenten balcons allindanats amb baranes de ferro i dues volades diferents que es disposen segons un ritme altern. El coronament de l'edifici és format per una cornisa sostinguda per mènsules i una barana calada amb frontó centrat on figura la data de 1883. Els elements ornamentals més remarcables són els esgrafiats, en bandes horitzontals i medallons, les mènsules i les palmetes del coronament.

## Biblioteca

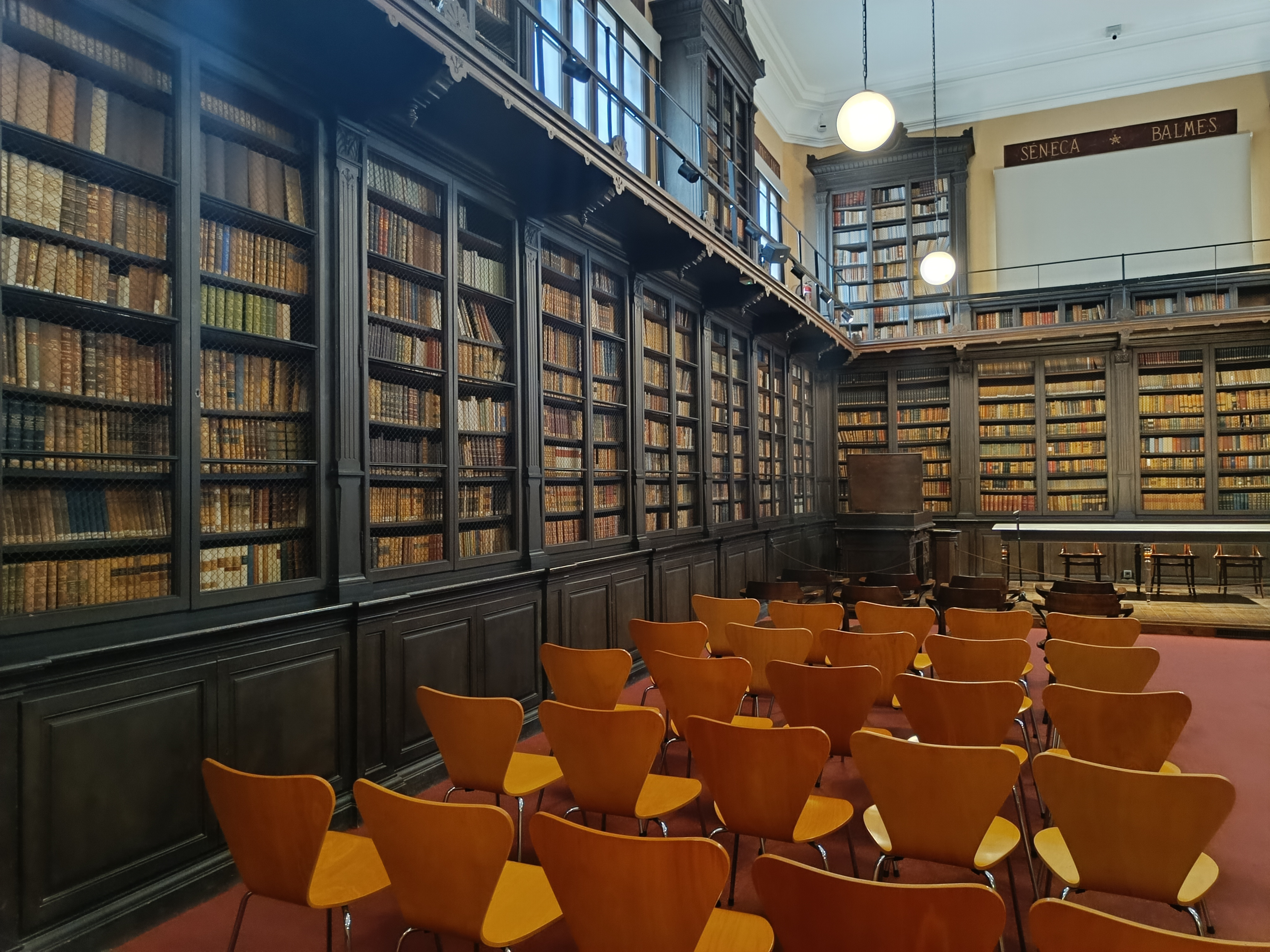
Sala de la biblioteca

Concebuda amb la intenció de donar a conèixer, mitjançant objectes i documents de tota classe, la totalitat del saber, el seu fundador va aportar-hi llibres, revistes i documents de tota mena. La intenció del fundador era que fos oberta a qualsevol ciutadà, sense exclusió de tipus econòmic ni social, avançant-se així a les primeres biblioteques públiques catalanes. A més de llibres, arran de successives donacions i intercanvis de publicacions, la biblioteca comptà amb manuscrits, fotografies, gravats, mapes, pergamins, entre altres documents destacats. Com en el cas del Museu, també aquí es reberen donacions de gran importància com la de la Biblioteca de Manuel Pers i Fontanals, la de l'enginyer vilanoví Francesc Lluch i Rafecas, la col·lecció de menús del Dr. Thebussem, d'Eduard Toda, de la poetessa Josefa Massanès, de Marià Aguiló i Fuster… i fins i tot s'establí un intercanvi de duplicats amb la Societat Científica d'Aude a Suècia. La relació que Balaguer mantenia amb els intel·lectuals de l'època també va afavorir l'arribada de material bibliogràfic de diferents procedències internacionals. El 1884 la biblioteca ja disposava d'il·luminació a gas gràcies a la proximitat de la fàbrica Unión Industrial.
Joan Oliva i Milà va ser l'encarregat d'elaborar el catàleg de la biblioteca. Aquest, per desig de Balaguer, i a manera de formació, va visitar les principals biblioteques de França i Anglaterra per aprendre l'ofici segons els cànons europeus. El treball acurat i minuciós que va realitzar Oliva en la catalogació del fons va convertir la Biblioteca en un espai de referència per a la consulta i l'estudi. Moltes personalitats de la cultura catalana s'hi van desplaçar, com per exemple Antoni Elias de Molins, Felip Pedrell o Francesc Macià. La Biblioteca, però, no era un espai exclusiu pels intel·lectuals sinó també i sobretot pels obrers i la gent del poble. Pretenia obrir la cultura i el saber a tothom. Una llarga taula de marbre plena de la premsa corrent era un dels millors reclams. Fins al 1965 va ser l'única biblioteca pública a Vilanova i la Geltrú.
Actualment reuneix uns 50.000 llibres i gairebé 2.000 títols de publicacions periòdiques d'entre els segles xviii i xx. A més, cal tenir en compte el recull d'unes 50.000 cartes i de diversos manuscrits literaris i polítics de Víctor Balaguer. Tot això la converteix en una de les col·leccions bibliogràfiques del segle xix més riques de Catalunya.
També disposa de documents, arxius personals i/o artístics de personalitats com Enric Cristòfor Ricart, Joan Alemany i Moyà, i Eduard Toldrà, així com del fons bibliogràfic personal de Joan Rius i Vila, José Cruset o el gastronòmic de Joan Enric Roig Santacana, d'entre d'altres. A la sala de lectura de la Biblioteca Víctor Balaguer es troben els bustos de Dante, Calderón de la Barca i Cervantes com a exponents significatius de les lletres universals.

## Museu

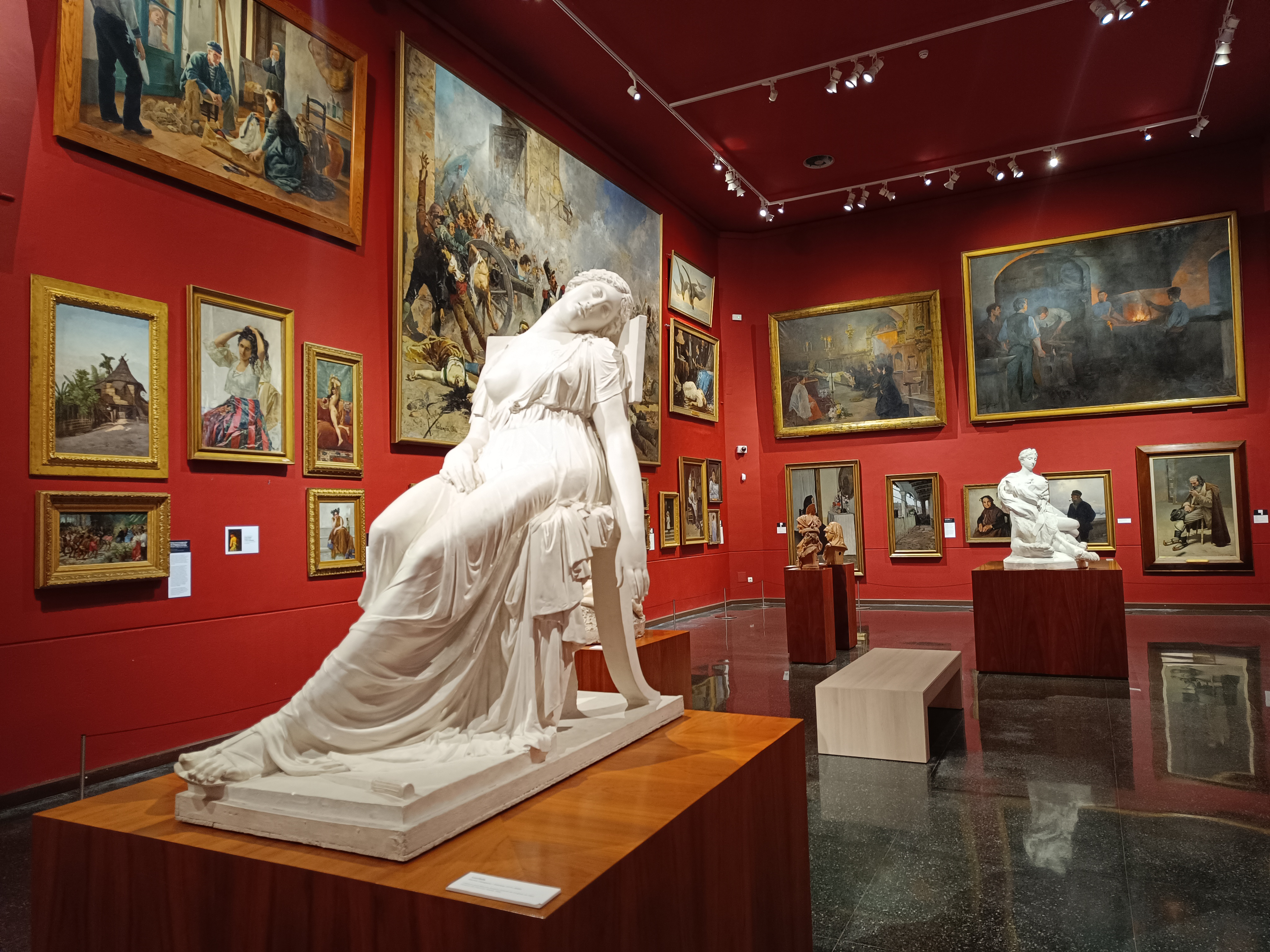
Pinacoteca

El Museu Víctor Balaguer presenta una estètica pròpiament vuitcentista. Les peces que s'exposen en l'actualitat correspondrien al que a l'època es considerava pintura moderna, és a dir, la que s'estava fent en aquells moments. També hi havia una secció de pintura antiga. El ventall cronològic anava des del barroc fins a principis del segle xix. La major part eren retrats, paisatges i pintura costumista. Cal tenir present que l'any 1884 no hi havia museus oberts al públic a Catalunya on s'exposessin permanentment obres contemporànies. Balaguer va crear una pinacoteca d'art català amb noms tan representatius com Martí Alsina, Joaquim Vayreda, Ramon Casas i Santiago Rusiñol, pel que fa a la pintura, i Damià Campeny o els germans Vallmitjana, pel que toca a l'escultura. La primera disposició museogràfica va anar a càrrec de Josep Ferrer i Soler, un dels membres de la junta.
Com els antics col·leccionistes del segle xix, la col·lecció està dividida en diverses col·leccions, degut a l'interès pluridisciplinari de Balaguer. Tot i que el gruix de la col·lecció va ser donat pel mateix Balaguer, amb els anys el museu ha anat incorporant i enriquint les seves col·leccions amb diverses adquisicions i donacions. El 2011 el fons artístic del museu estava format per més de 7.000 objectes diferents. Des de l'any de fundació del museu, el Museu del Prado hi té dipositades diverses obres, que es van renovant periòdicament. Sovint aquest dipòsit està format per pintura castellana, valenciana i andalusa d'entre el segle xvi i XVIII, incloent-hi obres d'artistes de renom com El Greco, Goya o Ribera, entre d'altres. El museu també conserva la col·lecció municipal de pintura catalana del segle xix, que fins al 1996 s'havia exposat al Castell de la Geltrú.

### Pintura barroca
La col·lecció del museu exposa en una de les seves sales permanents una part de l'important conjunt de pintura barroca procedent del dipòsit del Museo del Prado. Es tracta d'un dipòsit que es remunta al mateix origen del museu, quan Víctor Balaguer va aconseguir que, mitjançant cinc reials ordres, un total de 54 pintures i 3 escultures arribessin a Vilanova i la Geltrú des de Madrid, per a ser exposades en el recent inaugurat museu. El primer dipòsit constava de grans noms de l'art hispànic del Segle d'Or, com El Greco, Vicente Carducho o Juan Bautista Maíno, i va romandre a les sales de la institució fins a l'any 1981, quan a causa del robatori perpetuat per la banda d'Erik el Belga, el dipòsit va ser retirat. Uns anys més tard, el 1986, es va pactar un nou dipòsit que ha romàs al museu fins avui en dia.
El dipòsit actual del Museo del Prado està format per un conjunt de 38 teles, entre les quals destaquen obres com la Sagrada Família amb santa Anna i sant Joan d'El Greco i autors com Luca Giordano, Bartolomé Esteban Murillo, Ribera o Goya, etc. El conjunt ofereix una notable representació de l'escola castellana i andalusa i, en menor mesura, la flamenca i la italiana. Quant als gèneres, hi ha exemples de pintura religiosa, retrat, mitologia i natura, que també inclou les natures mortes.
L'any 2018, en el context de la celebració del bicentenari del Museo del Prado, la Biblioteca Museu Víctor Balaguer va celebrar una exposició temporal commemorativa de l'efemèride, amb l'exposició, per primera vegada en la seva història, de tot el conjunt de pintures del dipòsit del Prado, format per 38 teles.

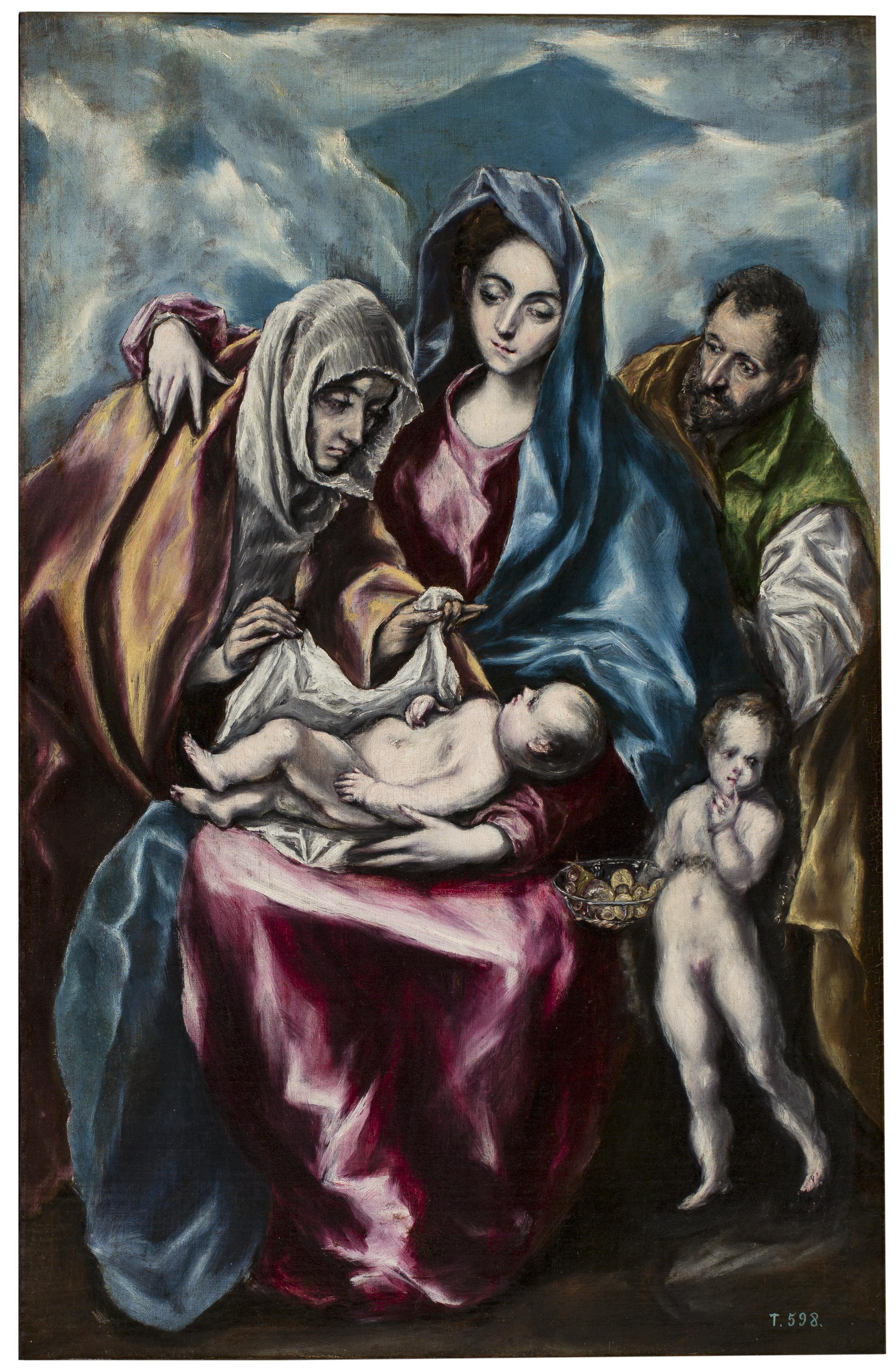
La Sagrada Família amb Santa Anna i Sant Joan
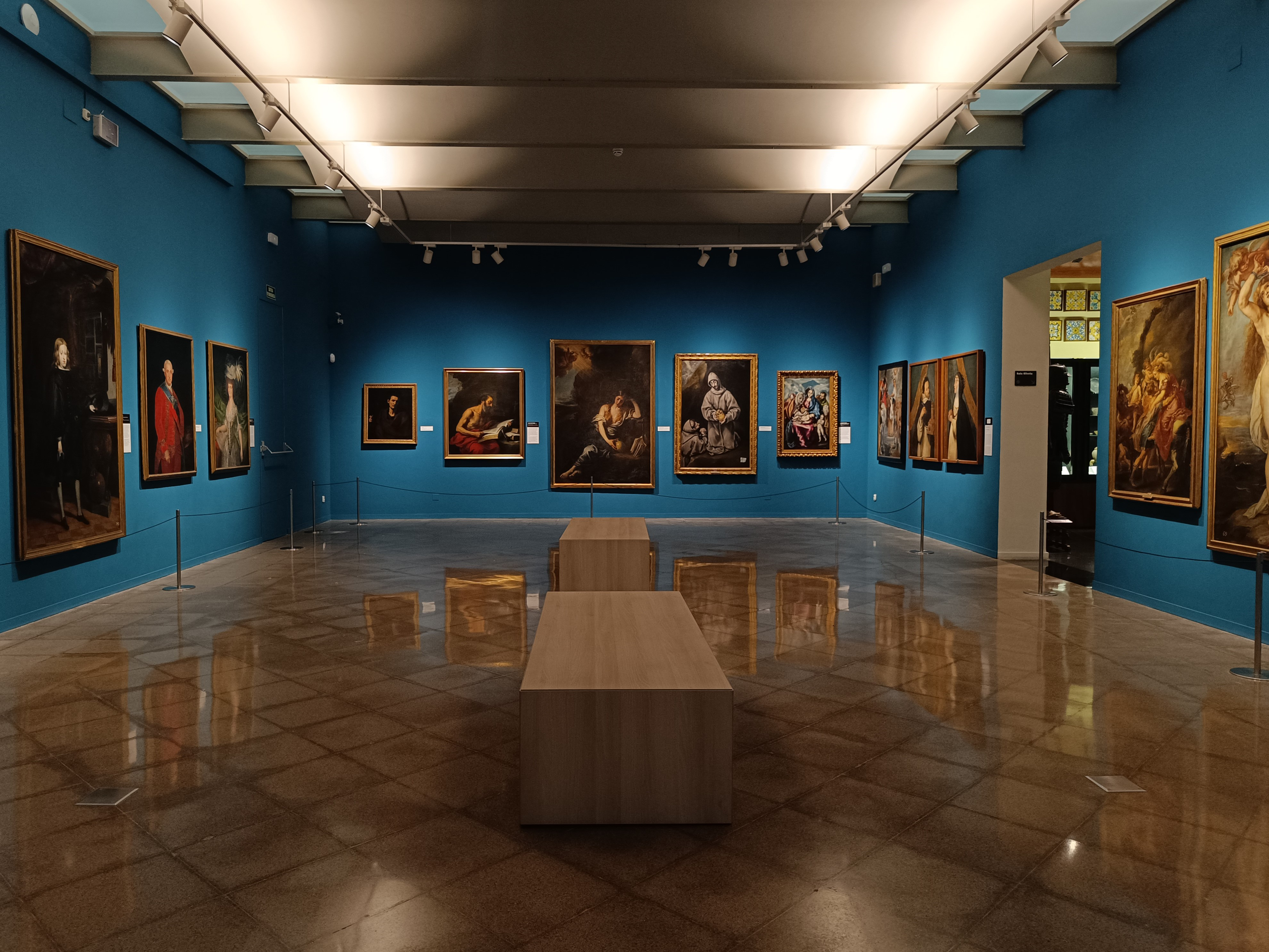
Sala Prado, amb obres de Murillo, Ribera o El Greco

### Pintura i escultura delseglexix
Les pinacoteques eren grans salons de belles arts en els quals s'hi barrejaven la pintura i l'escultura, sense cap ordre cronològic ni temàtic. Molt diferent a la disposició que presenten les obres avui dia en les sales dels Museus. La sala manté en bona part, tal com passa també a la Biblioteca, l'aspecte original de l'època. La sala de la Pinacoteca comprèn una de les millors col·leccions de pintura catalana del segle xix, amb obres de Santiago Rusiñol, Ramon Casas, Joaquim Vayreda, Martí Alsina, Pau Carbonell i Dionís Baixeras, entre d'altres, mostrant bàsicament la col·lecció original del fundador i quadres donats al museu pels mateixos artistes. Les obres estan exposades en ordre cronològic per evocar l'escola de Roma sobre l'art català del segle xix. Destaca el quadre La defensa del parque de Monteleón de Sorolla, coneguda popularment com El Dos de Mayo, propietat del Museo del Prado.

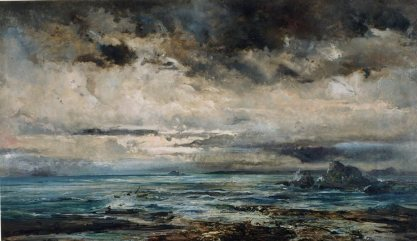
Mar tempestuós (Ramon Martí i Alsina)
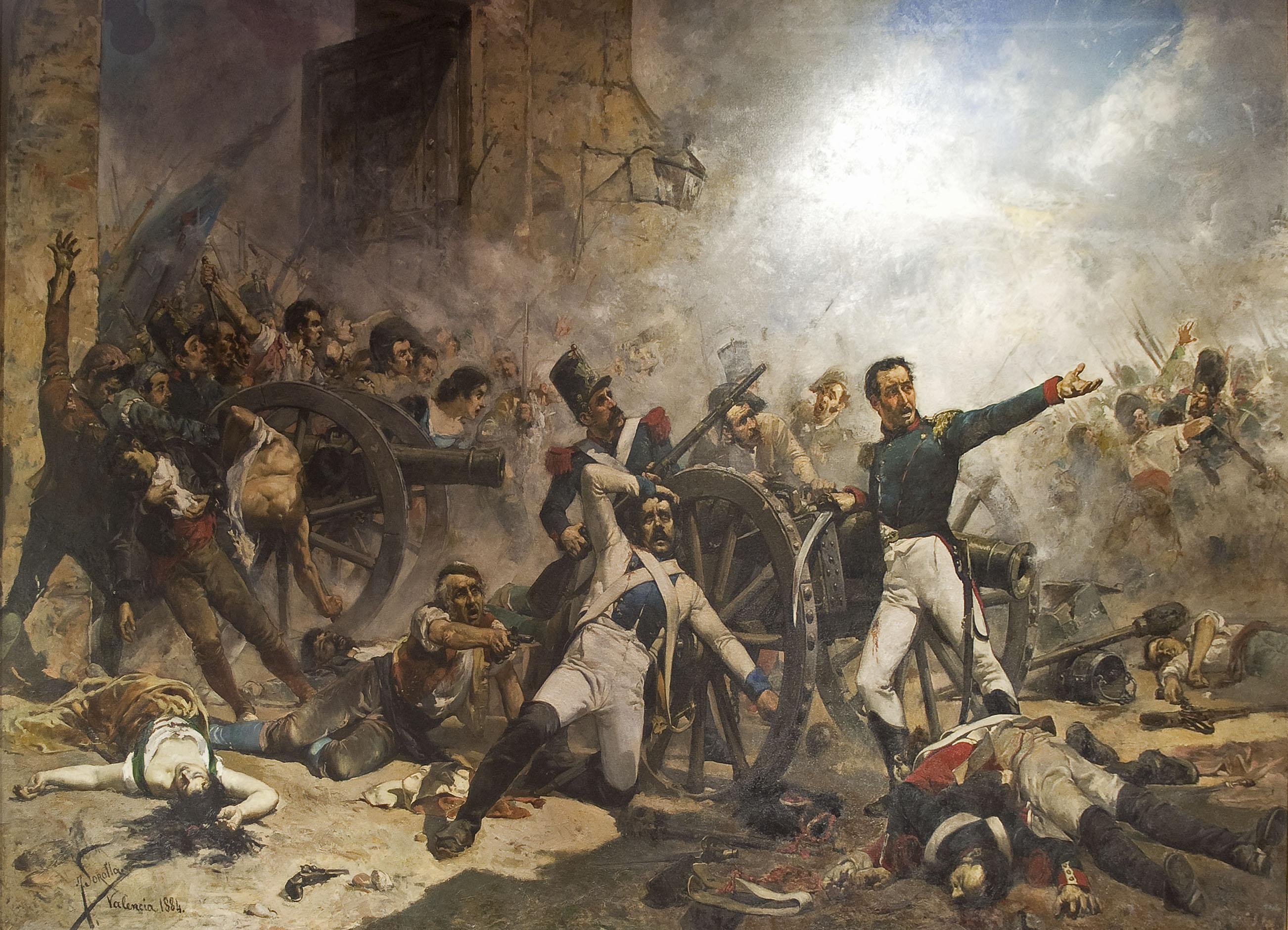
Defensa del Parque de Artilleria de Monteleón
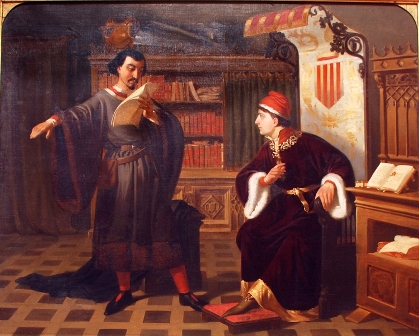
Ausiàs March i el príncep de Viana
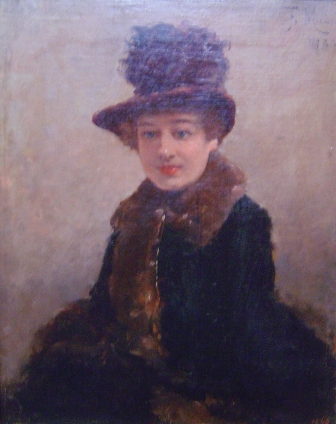
Retrat de dona (Francesc Miralles)
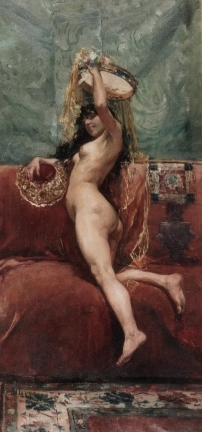
Nu femení (Luna)
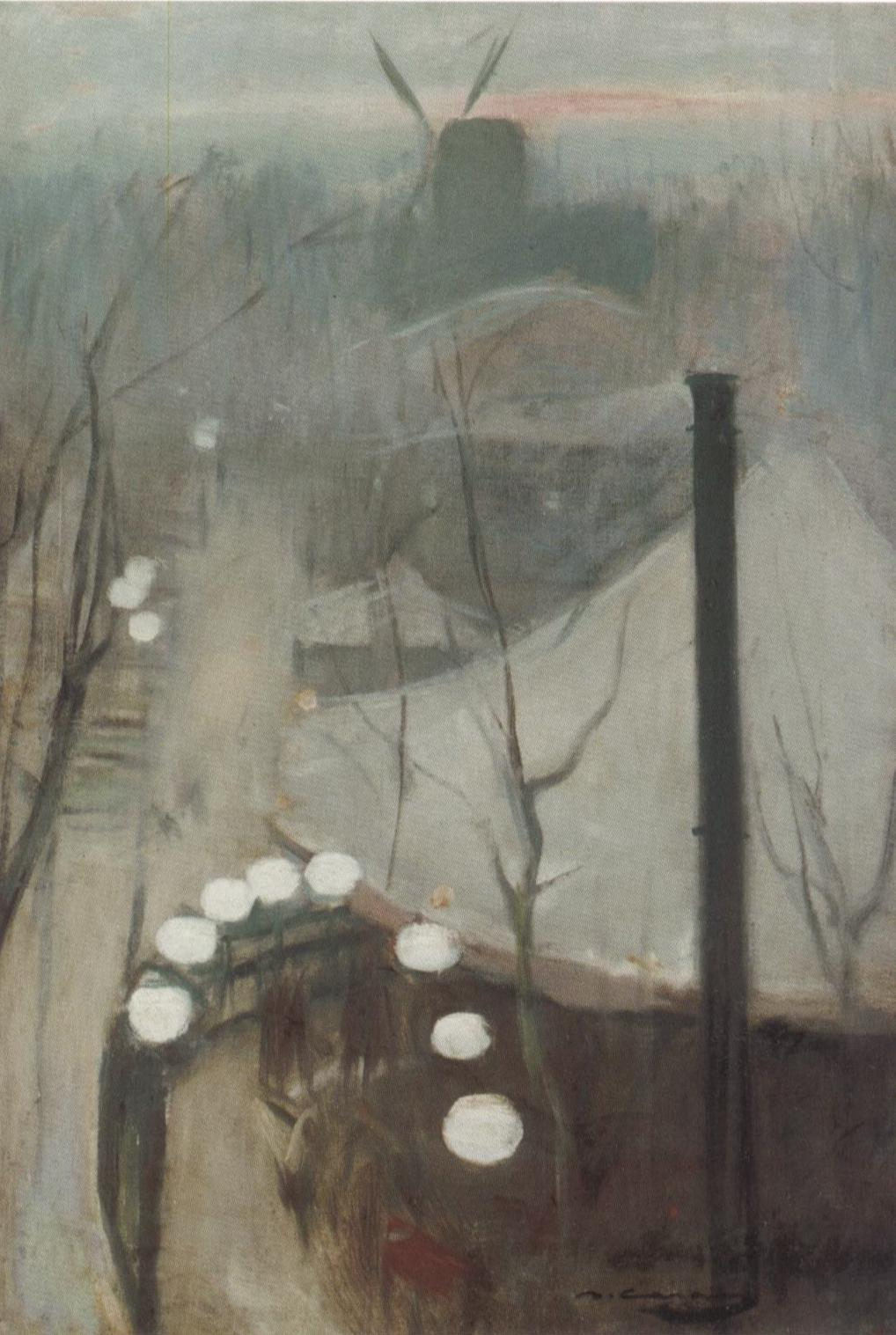
Montmartre (Ramon Casas)
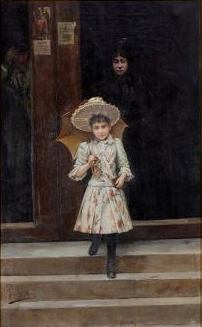
Sortida de missa
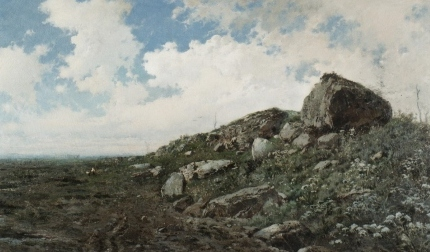
Pestum (Baldomer Galofre i Giménez)

### Pintura i escultura del segle XX
En les sales del pis superior s'hi exposen pintures i escultures dels principals artistes de la primera meitat del segle XX com Santiago Rusiñol, Ramon Casas, Anglada Camarasa, Joaquim Mir, Isidre Nonell, Francesc Domingo, o Xavier Nogués, entre d'altres. Moltes d'aquestes pintures són obres de petit format, que foren llegades a la Institució el 1956, any que dona nom a la col·lecció Llegat 56. Relacionat amb la història local hi ha una sala amb les pintures de l'antic Cafè Foment i un breu apartat amb obres de l'Escola de Vilanova.
També s'hi exposa en aquest pis la col·lecció d'art contemporani de les dècades de 1950 i 1960, amb quadres de Ràfols Casamada, Hernández Pijuan, Tharrats, Guinovart, Antonio Saura… i escultures d'Àngel Ferrant i Andreu Alfaro, entre d'altres. La major part de les obres d'aquesta col·lecció provenen del fons del primer Museu d'Art Contemporani de Barcelona, fundat l'any 1960, el qual fou cedit a la Biblioteca Museu quatre anys després del seu tancament el 1963. S'impedia així la dispersió d'aquest important conjunt, considerat com la col·lecció d'art informalista més completa de Catalunya. El Museu disposa també d'una sala d'exposicions temporals.

### Col·lecció egípcia

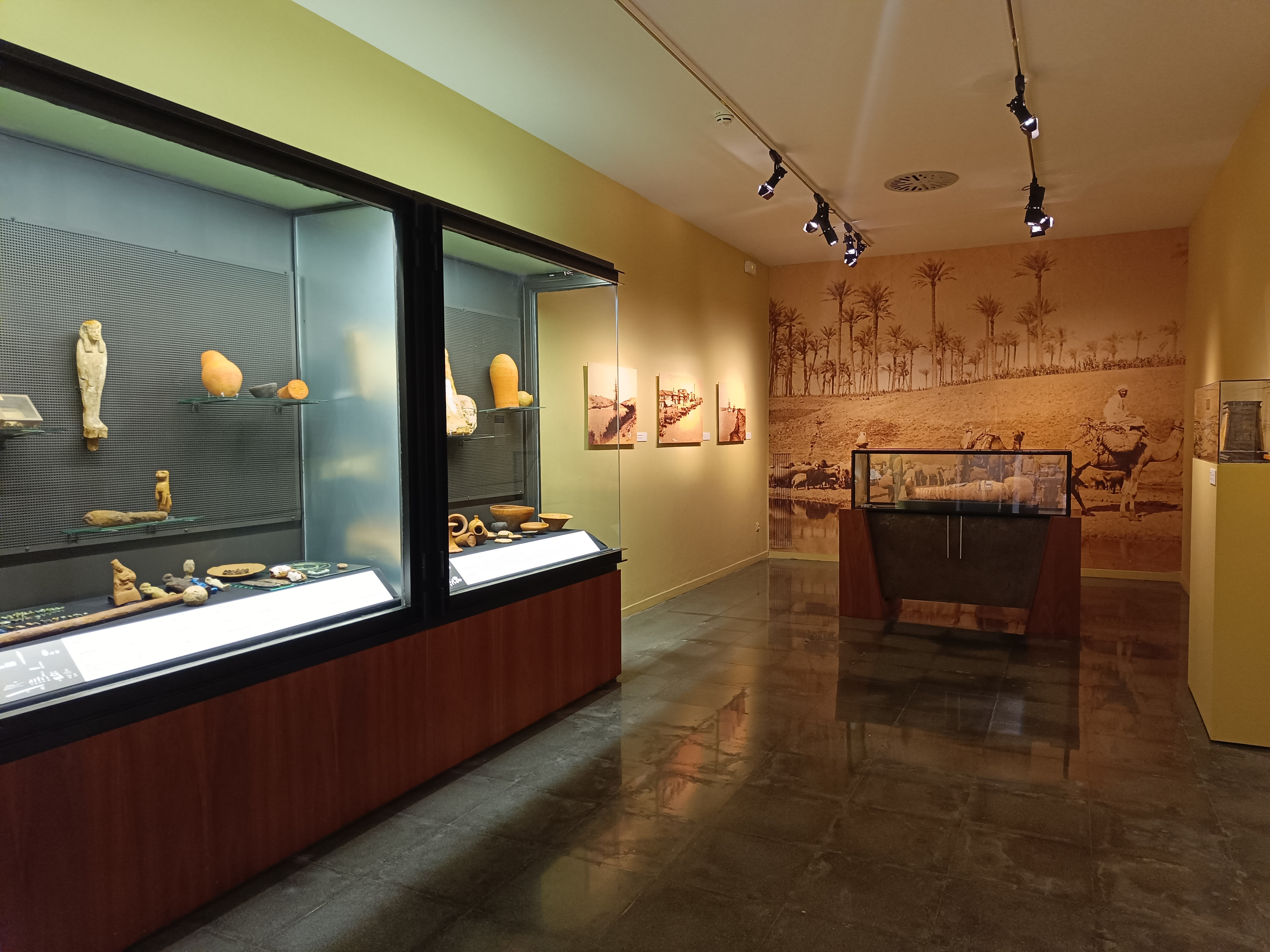
Sala egípcia, amb la Mòmia Nesi.

La col·lecció disposa d'una sala egípcia on hi ha objectes autèntics de l'època de l'antic Egipte. Destaca per la seva singularitat, la petita mòmia d'un infant de cinc anys, anomenada Nesi, una de les cinc úniques mòmies que es conserven actualment en museus catalans. La col·lecció egípcia del Museu és la primera que es va formar a Catalunya, i fou donada l'any 1886 per Eduard Toda i Güell, diplomàtic i escriptor, i estret col·laborador amb Víctor Balaguer en el moviment de la Renaixença. Algunes de les peces del conjunt procedeixen de la tomba de Sennedjem a Deir el Medina (Tebes Oest), en la descoberta de la qual participà Eduard Toda. La biblioteca també va rebre una important donació de llibres, fotografies, postals de Toda que recollia en els seus viatges com a diplomàtic per tot el món.

### Col·lecció precolombina
La col·lecció precolombina aplega objectes provinents de les zones més significatives de Mesoamèrica, especialment de l'altiplà de Mèxic, Amèrica Central i Amèrica del sud. Moltes de les peces de la col·lecció van ser donades al Museu per diplomàtics i personatges il·lustres que viatjaren a la zona i que en alguns casos participaren en excavacions arqueològiques. Una de les persones que contribuí a engrandir aquest fons fou la Baronessa de Wilson, Emília Serrano (1834-1922). La presència a Catalunya d'objectes procedents de les cultures precolombines es va iniciar al segle xix, quan mariners i comerciants, coneguts com a indians, en tornar a casa, portaven les curiositats recollides o comprades a Les amèriques.

### Col·lecció filipina
La col·lecció està formada per objectes d'ús quotidià, bèl·lic i objectes de culte religiós, procedents de les exposicions internacionals, com el Certamen de Ciències Antropològiques de París de 1878 o l'Exposició General de les Filipines al Palacio de Cristal dels Jardins del Retiro de Madrid, de 1887, que Víctor Balaguer, llavors, Ministre d'Ultramar, va aconseguir conservar pel seu projecte alguns dels objectes de la mostra.

### Col·lecció oriental
La col·lecció oriental es configura a partir de tres grans donacions: Eduard Toda, Francesc Abellá i Juan Mencarini. Tots ells personatges afavorits per la seva relació amb Víctor Balaguer. Del conjunt d'aquesta col·lecció singular, cal destacar el fons numismàtic donat per Juan Mencarini, oficial de les duanes imperials xineses. Format per la seva compra directa a la Xina i per tenir representades gairebé totes les dinasties de passat imperial xinès, va ser donat el 1888.

### Col·lecció arqueològica
La col·lecció arqueològica està formada per dos grans blocs. Les donacions fundacionals procedents de diferents indrets d'arreu i les entrades per excavacions al territori, sobretot de les comarques del Garraf, l'Alt Penedès i el Baix Penedès. Els principals jaciments representats són Darró, Solicrup, Masia Nova, Cova Verda i la Cova de Can Sadurní. Dins del bloc corresponent a les donacions fundacionals, es distingeixen dos grups: les donacions en vida de Víctor Balaguer, i les donacions post balaguerianes, fins al 1939. Cal destacar la figura d'Eduard Toda i Güell com un dels principal mecenes de la institució, que a més de la col·lecció d'egiptologia va fer donació d'una col·lecció de vidrieria i ceràmica romana i púnica.

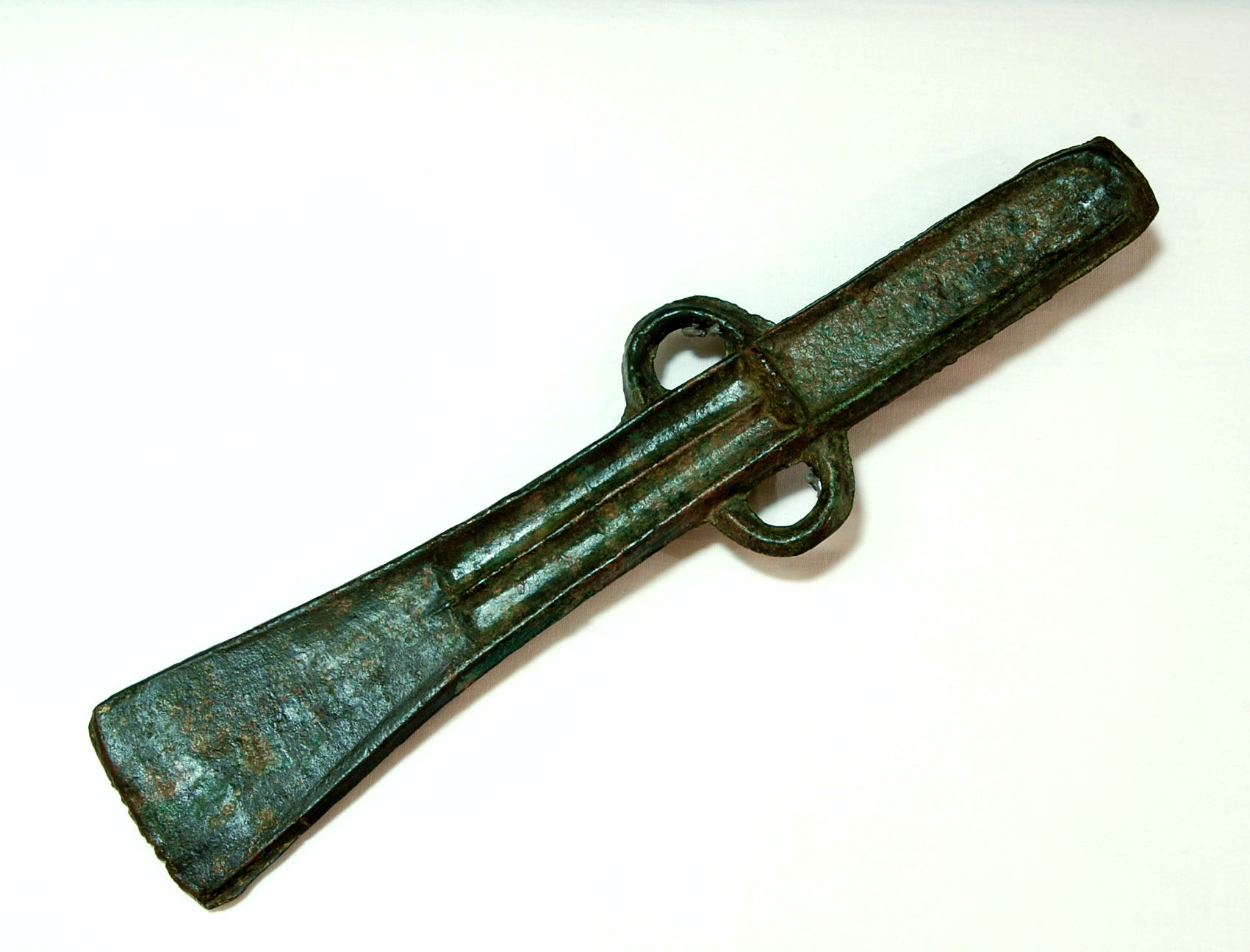
Destral de doble anell
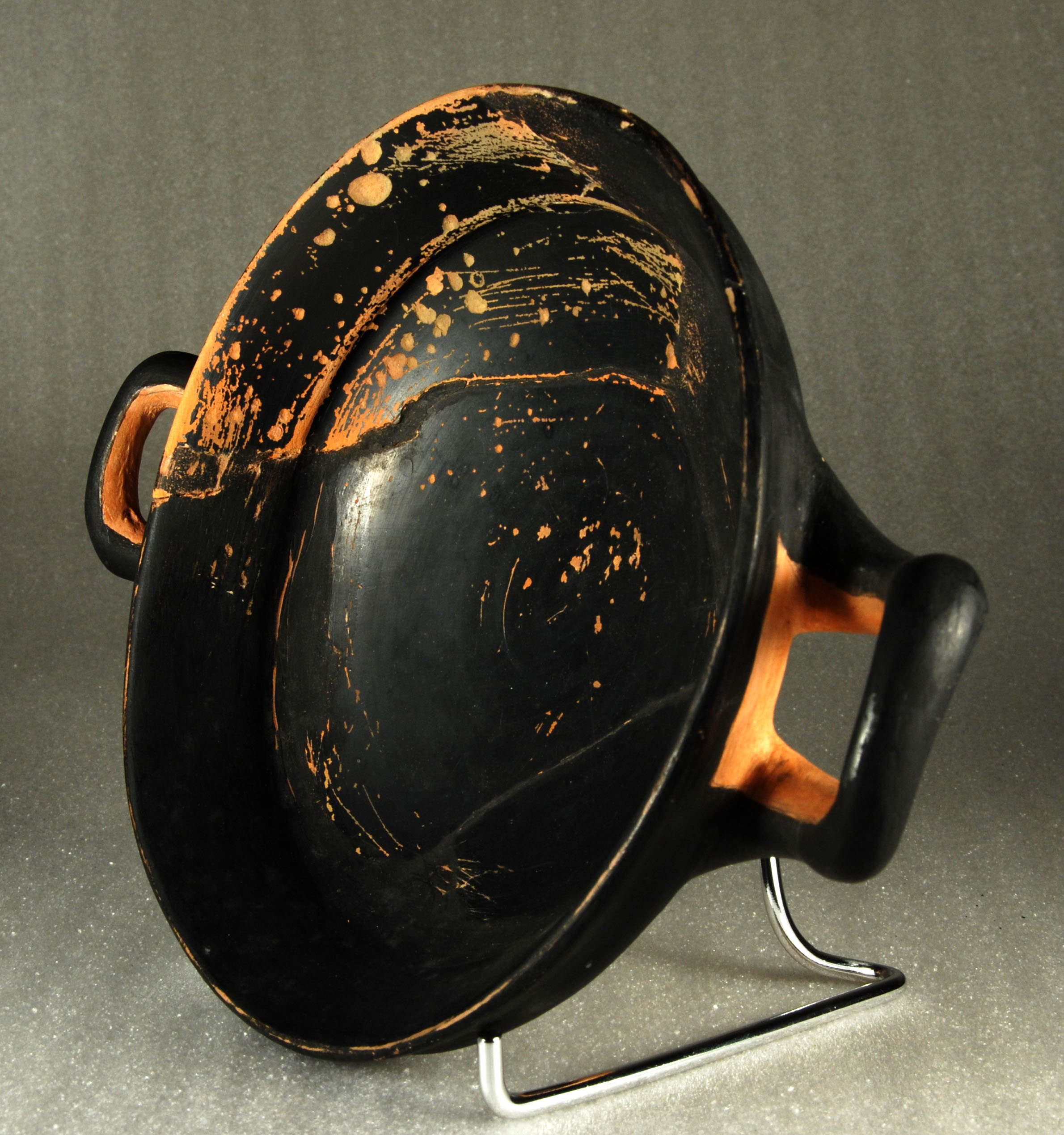
Cílix grec de peu baix
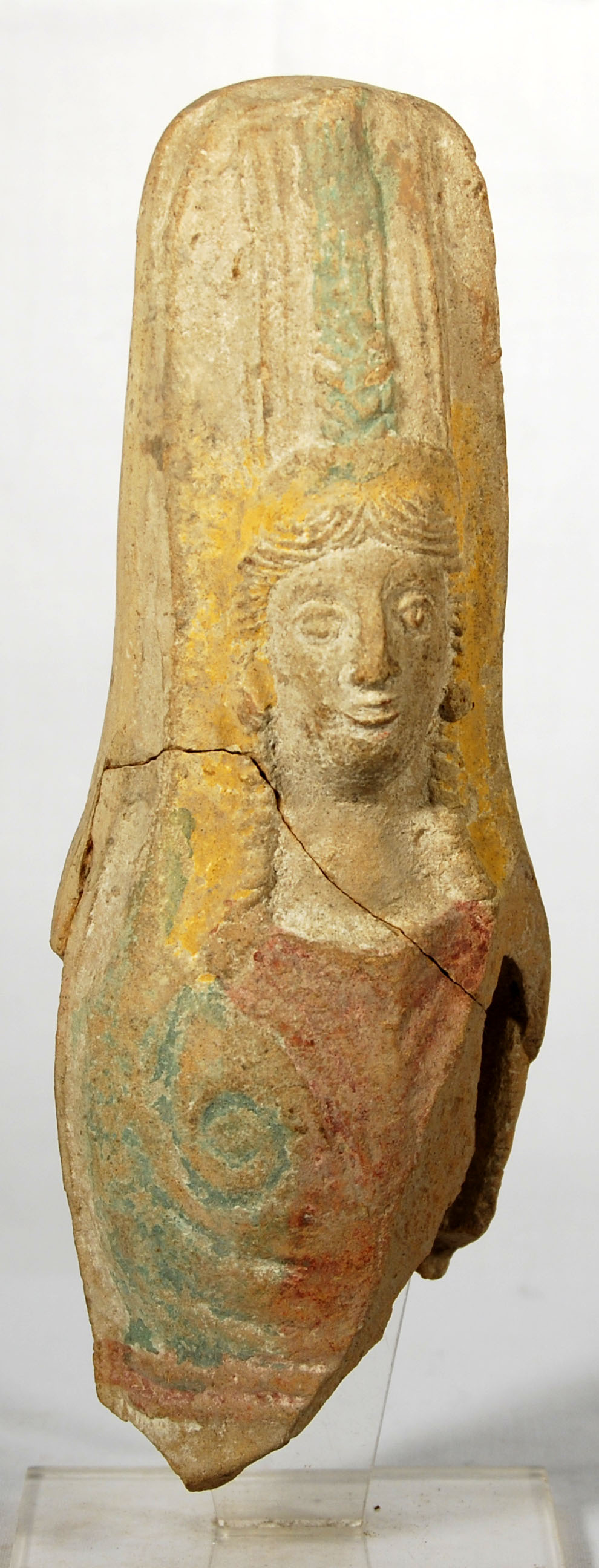
Isis ptolemaica
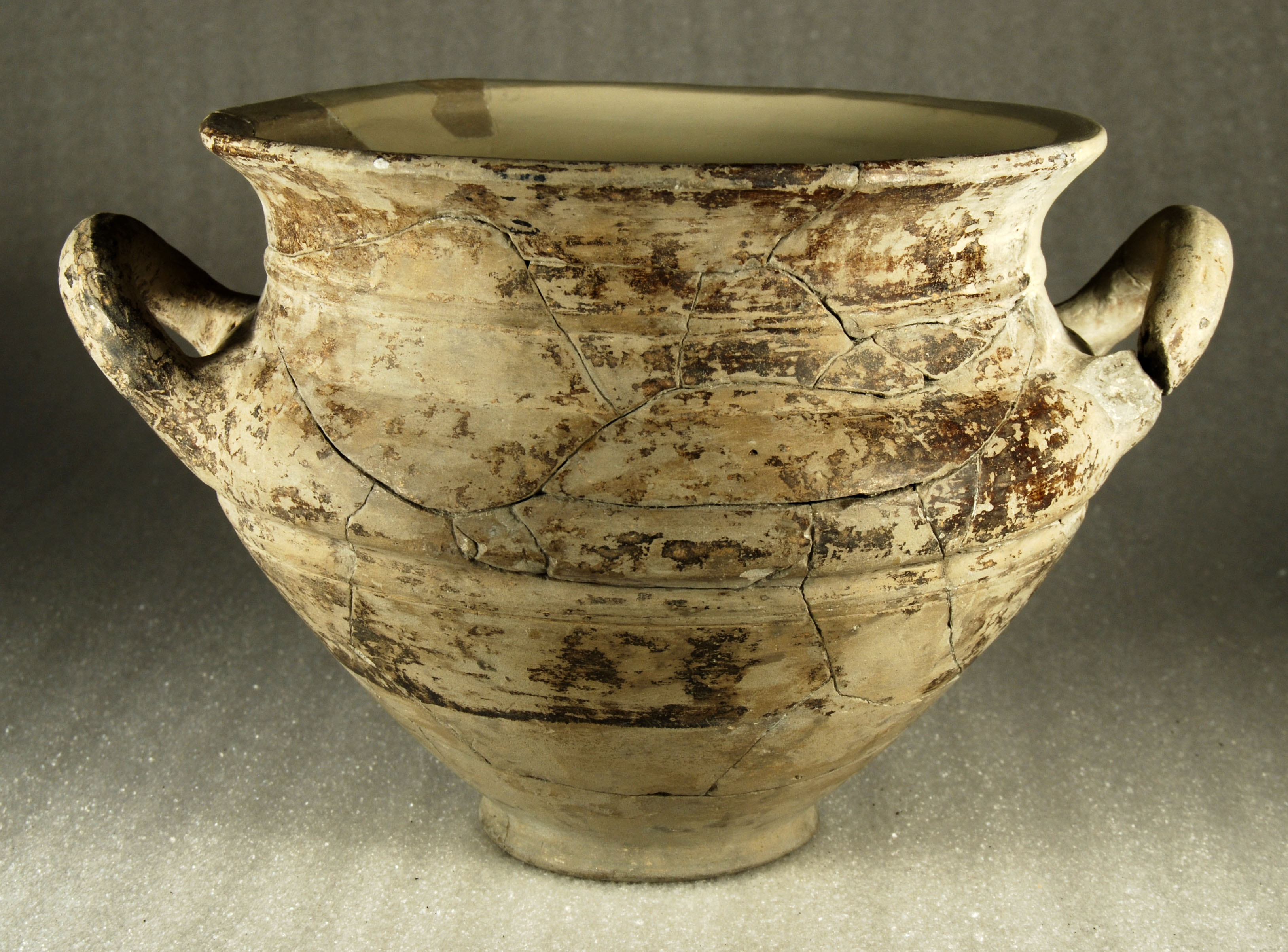
Cup skyphos ibèric
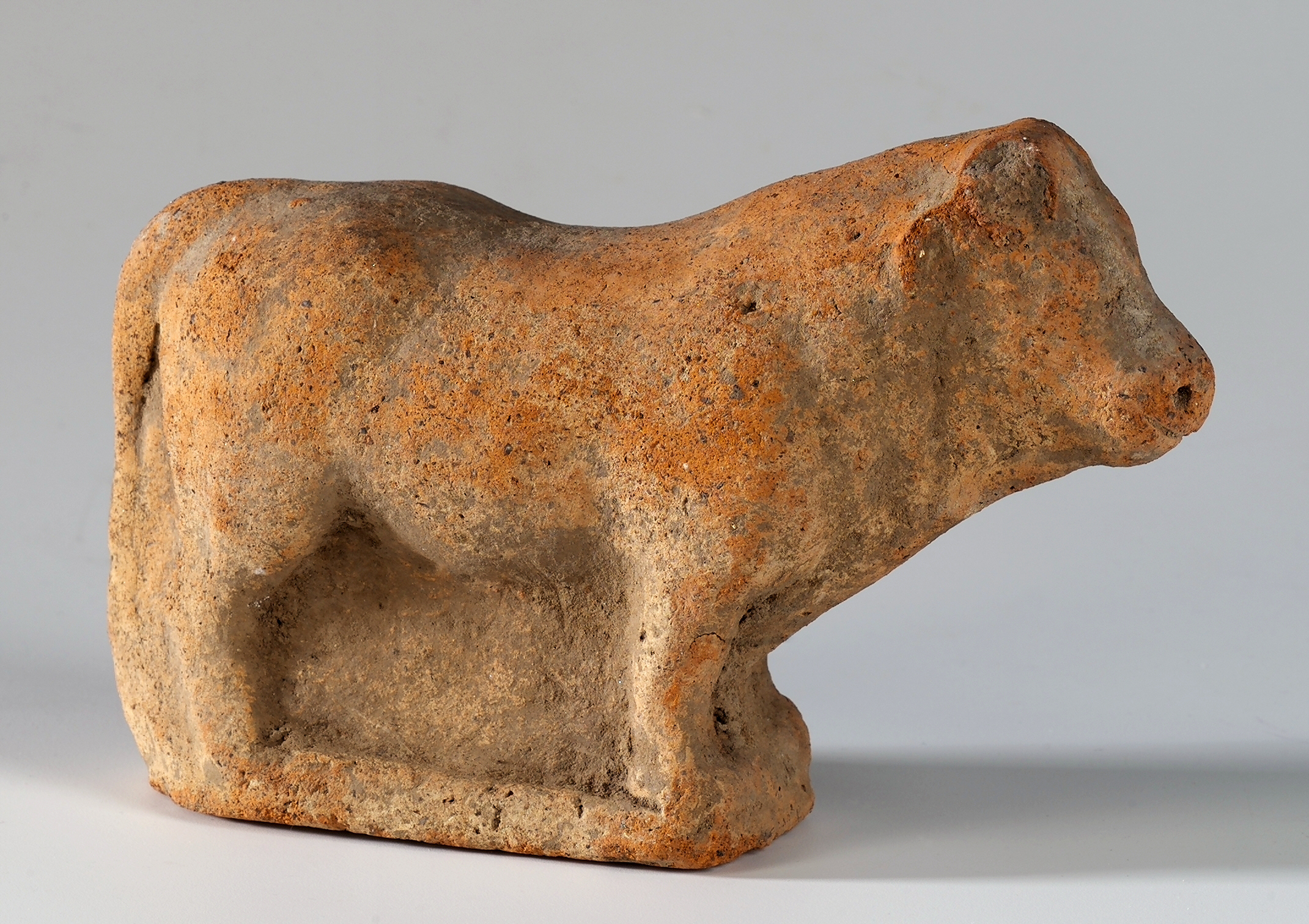
Terracotes votives
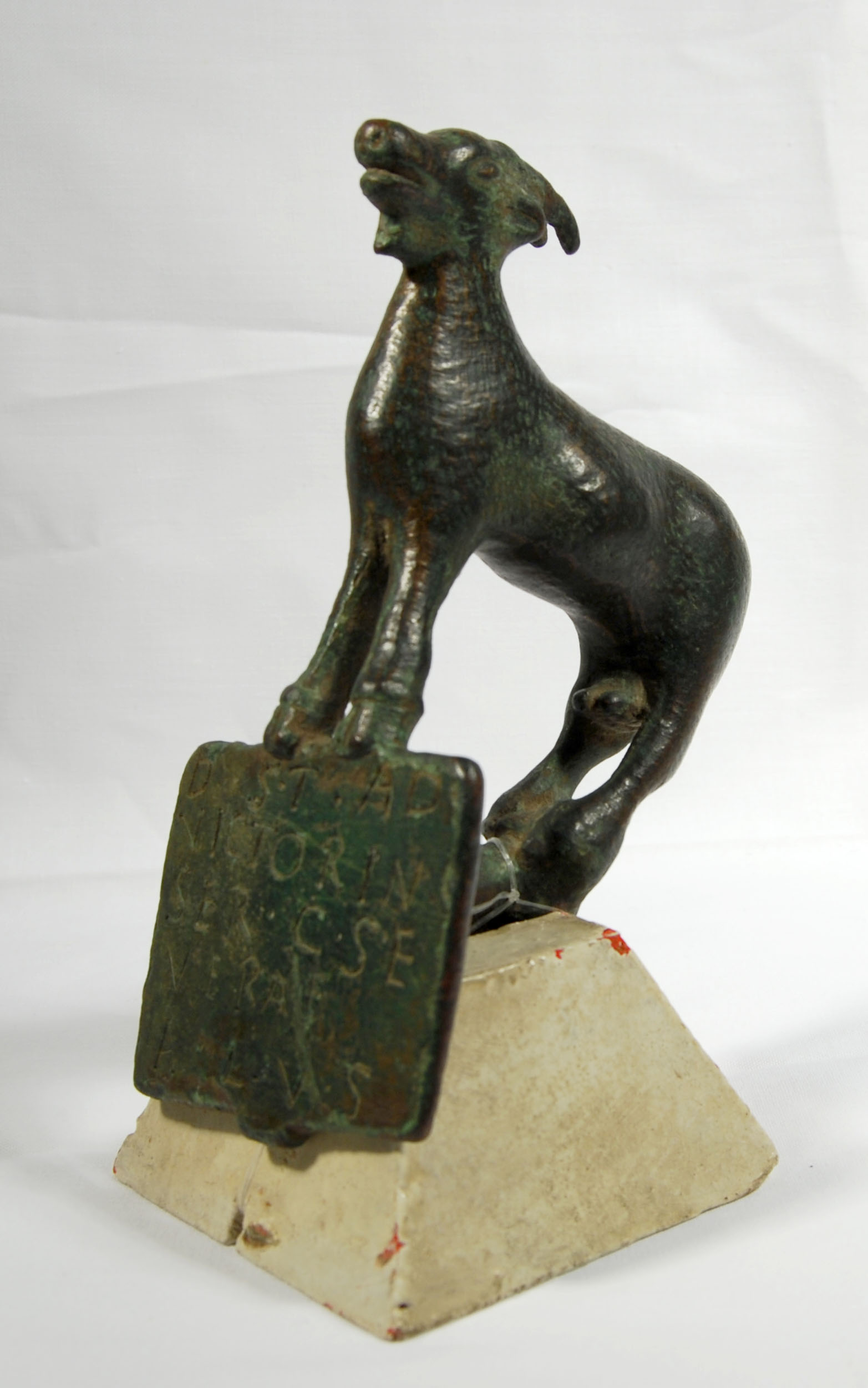
Exvot d'un boc iberoromà

### Arts decoratives
Aquesta col·lecció és un conjunt d'altres petites col·leccions (vidre, ceràmica i metall) que donen una imatge més arrodonida de la passió per al col·leccionisme de Víctor Balaguer. Mostres petites però lluïdes que disposen d'objectes excepcionals com un morter mossàrab del segle xii.

### Exposicions temporals

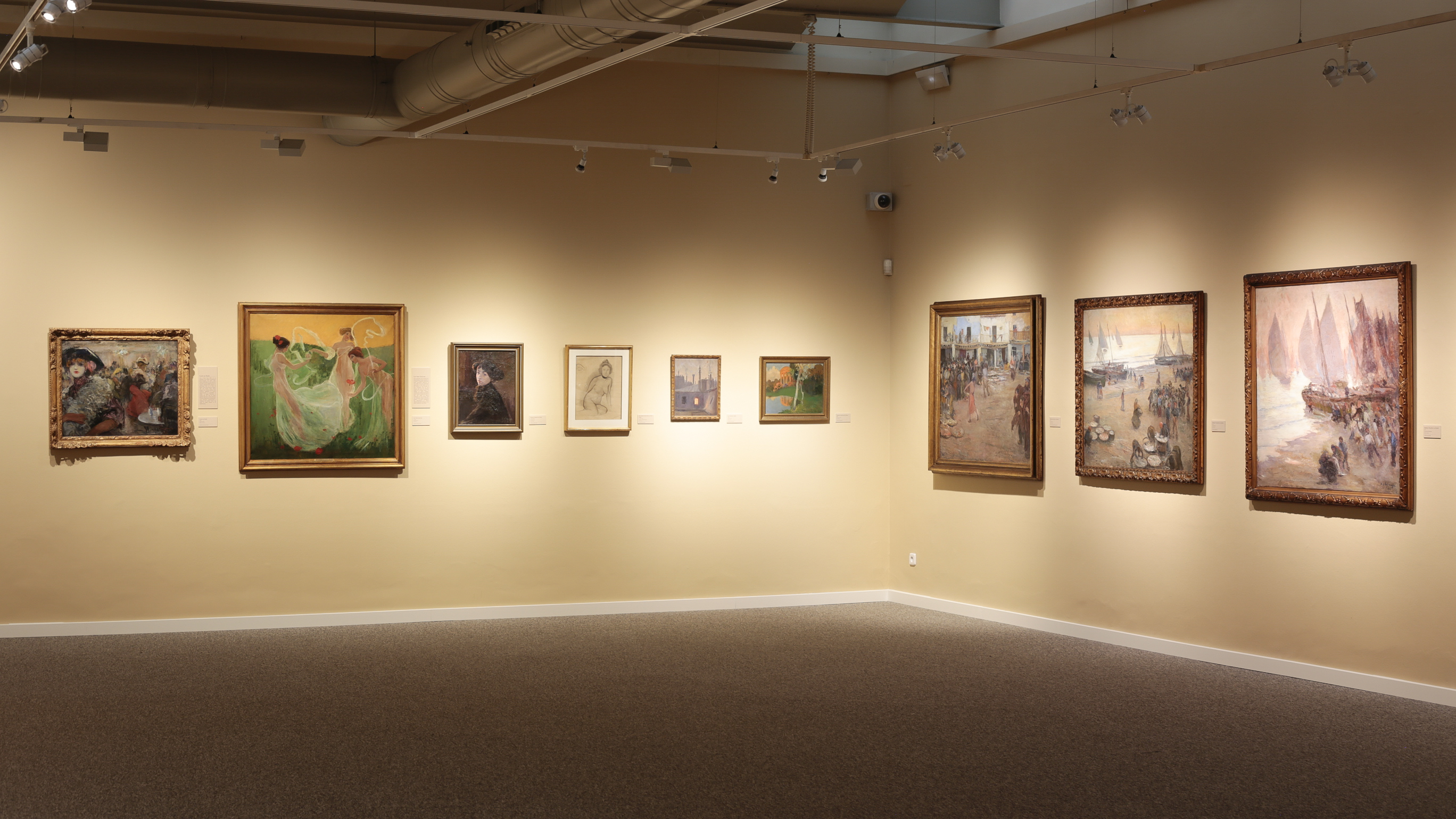
Detall de l'exposició temporal La captura de l'instant. Homenatge a Alexandre de Cabanyes (2017)

El museu organitza exposicions temporals regularment seguint tres línies de producció: 
1. Artistes representats a la col·lecció
2. Recuperació d'artistes locals
3. Temàtiques sobre el fons artístic propi

Els darrers anys ha dedicat exposicions a temes tan diversos com pintura històrica, Josep Guinovart, Alexandre de Cabanyes, Joan Llaverias, Joaquim Molas o sobre la mateixa història de la institució, destacant l'exposició dedicada al dipòsit del Museu del Prado.

### Exposicions realitzades a la Biblioteca Museu Víctor Balaguer
| Any  | Títol                                                               | Inici      | Fi         | Ref.   |  |
| ---- | ------------------------------------------------------------------- | ---------- | ---------- | ------ |  |
| 2006 | Joaquim Mir a Vilanova                                              | 14/12/2006 | 01/04/2007 | [ 33 ] |  |
| 2008 | Damià Torrents 1883-1965. Memòria d'un escultor                     | 08/05/2008 | 14/09/2008 | [ 34 ] |  |
| 2009 | El món des d'una rajola                                             | 05/02/2009 | 12/04/2009 | [ 35 ] |  |
| 2009 | El plasticisme espiritual de Francesc Domingo                       | 22/04/2009 | 28/06/2009 | [ 36 ] |  |
| 2009 | 300 anys de Gegants a Vilanova i la Geltrú                          | 18/07/2009 | 01/08/2009 | [ 37 ] |  |
| 2009 | Surge et Ambula. 125è anys de Biblioteca Museu                      | 25/10/2009 | 29/03/2010 | [ 38 ] |  |
| 2010 | Guinovart. Obra gràfica, de la planxa al paper                      | 26/10/2010 | 09/01/2011 | [ 39 ] |  |
| 2011 | La Guerra i la Pau de Jacob Jordaens. Història d'un quadre          | 18/03/2011 | 19/06/2011 | [ 40 ] |  |
| 2011 | Cardona Torrandell. Trajectòries. Llegat Cardona-Zarzoso            | 30/06/2011 | 25/09/2011 | [ 41 ] |  |
| 2011 | Xavier Nogués a les col·leccions del Museu Víctor Balaguer          | 17/11/2011 | 04/03/2012 | [ 42 ] |  |
| 2012 | Del Realisme al Noucentisme                                         | 08/11/2012 | 20/01/2013 | [ 43 ] |  |
| 2013 | La imatge de l'heroi a l'escultura catalana (1800-1850)             | 31/05/2013 | 15/09/2013 | [ 44 ] |  |
| 2013 | Vestits de foc                                                      | 30/07/2013 | 01/09/2013 | [ 45 ] |  |
| 2013 | Mirades a la col·lecció. Dones                                      | 31/10/2013 | 30/03/2014 | [ 46 ] |  |
| 2014 | Pau Roig Estradé                                                    | 15/05/2014 | 31/08/2014 | [ 47 ] |  |
| 2014 | Pintura d'història                                                  | 24/10/2014 | 01/02/2015 | [ 48 ] |  |
| 2015 | Els mobles de Don Víctor                                            | 16/05/2015 | 28/06/2015 | [ 49 ] |  |
| 2015 | 1960-1963: El Museu d'art Contemporani. Testimoni d'una època       | 16/07/2015 | 28/02/2016 | [ 50 ] |  |
| 2016 | Llaverias i el mar                                                  | 18/05/2016 | 25/09/2016 | [ 51 ] |  |
| 2016 | Atles Molas. Ordre i disjuncions en les avantguardes                | 20/102016  | 15/01/2017 | [ 52 ] |  |
| 2017 | Trecant els límits (Guinovart)                                      | 15/06/2017 | 17/09/2017 | [ 53 ] |  |
| 2018 | La captura de l'instant. Homenatge a Alexandre de Cabanyes          | 25/02/2018 | 01/07/2018 | [ 54 ] |  |
| 2018 | Els vestits de diables d'Enric C. Ricart                            | 15/06/2018 | 16/09/2018 | [ 55 ] |  |
| 2019 | La presència del Prado. Episodis d'una història                     | 14/12/2018 | 17/11/2019 | [ 56 ] |  |
| 2020 | El perquè de tot plegat: col·leccions d'un Museu d'Interès Nacional | 22/10/2020 | 28/02/2021 | [ 57 ] |  |
| 2024 | Entre muses. Gènesi d'un llegat universal                           | 26/10/2024 | 01/06/2025 | [ 58 ] |  |

## Publicacions
La Biblioteca Museu Víctor Balaguer ha promogut diverses publicacions seriades des de la seva fundació. La més destacada és el seu butlletí, però al llarg de la seva història n'hi ha hagut d'altres:
- El Butlletí de la Biblioteca Museu Balaguer: (ISSN 0212-6168) és una publicació anual de caràcter divulgatiu editada per l'Associació d'Amics de la Biblioteca Museu Víctor Balaguer,[59] que recull informació relacionada amb el fons bibliogràfic i artístic de la institució balaguerina. Va ser fundada el 1884 i és el lloc de comunicació de la recerca realitzada vinculada a la biblioteca i de les activitats realitzades durant l'any anterior per la institució. Està disponible al raco.cat.[60] Inicialment la seva periodicitat era mensual.
- Diari de Vilanova, diari fundat el 1850 i que durant un any (1886) va ser comprat per la junta de patrons per difondre les activitats del museu i l'ideari de Balaguer.
- Pro Patria: Revista publicada entre 1893 i 1895
- Catàlegs: Editats amb motiu de mostres temporals que realitza el Museu.

## Servei educatiu

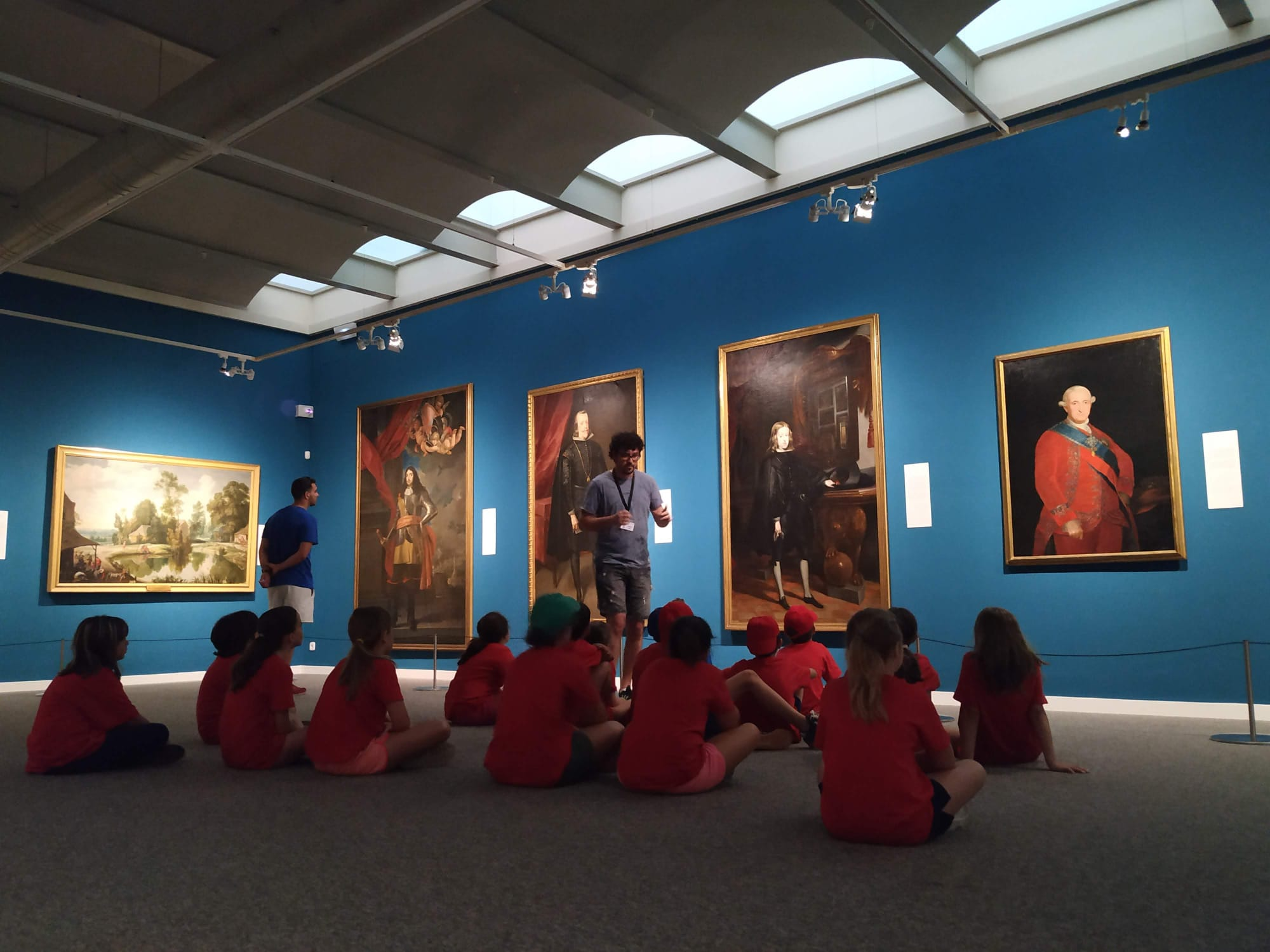
Activitat al Museu Balaguer

La Biblioteca Museu Víctor Balaguer compta amb diferents propostes educatives tant per a escoles i instituts com per al públic individual que visita el museu, i que formen part de la seva programació habitual.
- Programa d'activitats escolars[61]

S'ofereixen diferents activitats adreçades als tots els nivells educatius (infantil, primària, secundaria i estudis superiors) que permeten conèixer les col·leccions del museu a través de visites dinamitzades, jocs i tallers. El programa escolar s'actualitza cada any, i és consultable a través del web del museu.
- Activitats al museu

La programació mensual d'activitats per a infants i adults marca l'agenda del museu cada temporada. Visites i tallers familiars, recorreguts temàtiques i les visites comentades a les col·leccions del museu són les més habituals.

## Patronat
La primera Junta de la Biblioteca Museu es va reunir el 20 d'agost de 1882 i estava formada per: Antoni Samà, Francesc Gumà, Eduard Llanas, Josep Ferrer Soler, Andreu Sard, Josep Golar, Cristòfol Parellada, Josep Borràs, Josep Antoni Benach, Josep Pollés, Josep Coroleu, Enric Puig, Joan Galceran i Cuscó, Josep Antoni Milà, Joan Roig i Serra, Francesc Bonet, Josep Sugranyes, Antoni Marrugat i el síndic municipal. Avui, aquest Patronat funciona a través de l'Institut Municipal de Patrimoni Cultural (abans Organisme Autònom de Patrimoni Local Víctor Balaguer). El patronat és nomenat pel Ple de l'Ajuntament de Vilanova i la Geltrú.
L'actual junta està formada pels següents membres:
- Presidència: Juan Luis Ruiz López, alcalde de l'Ajuntament de Vilanova i la Geltrú
- Vicepresidència: Eva Bolaño Creus, regidora de Cultura.
- Vocals: Judith Barbacil Mestre, Xavier López Soler, Andrea Graner Querol, Xavier Balcells Trillas, Joaquim Borràs com a representant de la Generalitat de Catalunya, Mònica Mateos com a representant de la Diputació de Barcelona, Marijó Riba i Huguet com a presidenta dels Amics de la Biblioteca Museu Víctor Balaguer.
- Secretari: Joan Manel Ferrera Izquierdo
- Interventor: César Rodríguez Solà
- Gerent de l'Insitut Municipal de Patrimoni Cultural: Maria Alias Echevarría
- Directora del Museu: Mireia Rosich i Salvó
- Directora de la Biblioteca: Laia Manuel Viejobueno
- Responsable de l'àrea de progames i públics: Ignasi Soler de Palacio
- Representant sindical: Mar Pérez Milla

## Premis i reconeixements
- 1885 - Gran Premi d'Honor de la Sociedad de Escritores y Artistas Castellanos.[64]
- 2013 - Premi de l'Associació de Museòlegs de Catalunya (categoria d'Exposicions, experiències i activitats)[65]
- 2019 - El Museu Victor Balaguer es declarat Museu d'Interès Nacional per la Generalitat de Catalunya[66]